# オーバーテイク!
『オーバーテイク!』は、KADOKAWAとTROYCAによる日本のテレビアニメ作品。2023年1月20日に制作が発表され、同年10月から12月までAT-Xほかにて全12話が放送された。

## 概要
自動車レースにおける若手の登竜門であるフォーミュラ4（F4）のFIA-F4選手権（FIA-F4）を舞台とした作品で、「実際のモータースポーツに寄り添いながらも人間ドラマを描く」ことをテーマとしている。
高校生F4ドライバーの浅雛悠と、スランプに陥っているフォトグラファーの眞賀孝哉の二人を主人公としており、「小牧モータース」というF4チームを中心にそれぞれの形でF4に向き合う二人の物語を軸に、ライバルチームである「ベルソリーゾ」のドライバー、春永早月と徳丸俊軌の話を絡めた青春群像劇として描かれる（→#あらすじ）。物語上の主要な登場人物の数は10人ほどに絞られている（→#主な登場人物、#演出方針・キャラクター）。
一般的にレースを扱ったアニメ作品は主人公がトップ（チャンピオン）になるまでの過程を描くスポ根物であることが多いが、この作品は人間ドラマのほうに軸足を置いていると受け止められている。レース物としては、F4の車両とレース、サーキットの再現について、レース関係者からも高く評価されている。（→#F4の再現、#反響・評価）
アニメ制作会社TROYCAの10周年記念作品として発表され、先行上映会やトークショーといった事前プロモーションはF4を開催中のサーキットを中心に行われた（→#プロモーション）。主要なスタッフは、同社の第1作である『アルドノア・ゼロ』（2014年作品）と共通している（→#スタッフ）。監督のあおきえいにとっては、10本目の監督作品にあたる。

## あらすじ
第1話 - 第4話
人間を撮れないというスランプを抱えるフォトグラファー、眞賀孝哉は、ある仕事でフォーミュラ4（F4）という自動車レースを知り、弱小チーム「小牧モータース」のドライバー、浅雛悠と出会う。「頑張ってね。応援してる」と声を掛ける孝哉に、「応援なんていらない」と言い放つ悠。冷めた態度とは裏腹に、レースで果敢な走りを見せる悠の姿に孝哉はそれまで忘れていた「がんばり方」を思い出して胸を高鳴らせる。リタイアに終わったレース後、悠はパドックの隅で人知れず涙を流して悔しがる。その姿を撮影したことで何かをつかんだ孝哉は、悠を応援するため小牧モータースへの協力を始め、スポンサー探しに奮闘する。そんな孝哉に悠も次第に感化されていき、なぜ「応援は要らない」と考えるようになったのかを孝哉に明かす。悠は表彰台に立つことが今の目標だと言い、孝哉はその姿を自分が撮影することを誓う。
第5話 - 第6話
FIA-F4選手権のトップチーム「ベルソリーゾ」は、ファーストドライバーの春永早月とセカンドドライバーの徳丸俊軌の役割を明確に分け、レースにおいてセカンドの徳丸にファーストの早月をサポートさせるという体制を敷いていた。天才を自称する陽気な早月と、鬱屈とした思いを抱えてレースをする徳丸という対照的な二人だったが、早月がなぜそう振舞っているのか教えられ、徳丸は自身の塞いだ思いを早月への前向きな競争心へと変えていく。その矢先、雨のレースの不運な事故で早月が重傷を負う。
第7話 - 第9話
ベルソリーゾでは、負傷した早月に代わって徳丸がチームのファーストドライバーに昇格し、初優勝を果たす。しかし、早月の不在によって得た勝利は徳丸にとって苦いものとなる。その頃、早月は復帰を焦って無理なリハビリをしようとしていたが、それを案じた蜜澤亜梨子の言葉で目を開かれ、自分が目指すべきなのは憧れていたジェームス・ハントではなく、ハントのライバルで、不運な事故から不屈の努力で復活したニキ・ラウダなのだと悟る。
一方、小牧モータースの悠にとっての気がかりは、時を同じくして姿を消した孝哉のことだった。孝哉はかつて震災のあった東北を訪れており、再会した悠に自分が負ったトラウマの話を語る。
第10話 - 第12話（最終話）
東北から戻った悠は小牧モータースで表彰台に立ちたいのだという自身の決意を太と錮太郎に告げ、チームは結束を固める。相変わらずの資金不足が足かせとなっていた折、御殿場の地元商店主たちからスポンサーとなる申し出を受けたことで、悠たちは満足のいく準備を整えた上で次の最終戦に備えることが叶う。悠も地元の人々からの応援に素直に感謝し、応援を嫌っていたかつての姿はなくなる。その一方、孝哉は自分はトラウマを克服して写真を撮れるのか、心の内に迷いと不安を残す。
ベルソリーゾでは、徳丸がレースをリードすることに慣れず調子が上がらない中、最終戦を前に早月がチームに復帰する。かねてより徳丸の様子を気にかけていた早月はファーストドライバーを決める模擬レースをすることを提案する。その中で、早月はコース上で後ろばかり気にする徳丸に自分の敵は自分自身なのだということを気づかせ、自身の至らなさを自覚した徳丸は殻を破って最終戦に臨む。
最終戦の決勝レース、トップを走る徳丸はアクシデントでダメージを負い、レースは早月と悠のマッチレースとなり、早月は完調とは言えない体で痛みに耐えつつ車を操り悠を抑える。見守る人々が双方にがんばれと念じる中、悠は早月をオーバーテイクし、トップでチェッカーを受ける。迷いが晴れた孝哉はその姿を撮影し、場内の人々は表彰台に立った悠たちの健闘を称えて拍手を送る。その後、表彰台で歓喜の涙を流す悠を写した写真は孝哉の部屋に飾られ、その様子を映したところで物語は幕を下ろす。

## 主な登場人物
主な登場人物は10人ほど（故人と実況を除くと9人）に絞られている。「キャラクター設定」 に記載した内容は基本的に裏設定で、アニメ本編中では特に語られない。

### 主人公
浅雛 悠（）
声 - 古屋亜南、市ノ瀬加那（幼少期）
レーシングチーム「小牧モータース」に所属する高校生F4レーサー。
F4には前年から乗り始め、それ以前はレーシングカートに乗っていた。父親の澄もレーサーで、いつか自分も表彰台に立つことを目標にF4を走っている。
その父は11年ほど前にレース中の事故で亡くなっており、両親ともに他界している。レースで走るため、父のかつてのレース仲間である小牧太を頼り、10年ほど前から小牧家に下宿させてもらっている。
世話になっている小牧家のため、朝夕に新聞配達のアルバイトをしている。このアルバイトは、体力作りを兼ねて選んだものでもある。
父の死の原因は自分の応援が原因だったかもしれないという自責の念から、応援なんて本当は相手のためなんかじゃないと考えるようになった。
キャラクター設定:
17歳で、高校3年生。誕生日は2月17日。血液型はA型（RH+A）。身長は171 cm。
カーナンバーは「80」を使用している。第8話で描かれるテストの時は39号車に乗っている。
キャラクター造形:
悠と孝哉は対比になるよう設定されており、悠は若いながら落ち着いたキャラクター、孝哉は大人だが子供っぽさも残している猪突猛進型のキャラクターとなっている。そうすることで、両者のケミストリーによって物語を進めることを狙っている。悠のことを物語序盤で無口な少年として描いているのは意図的なもので、話が進むにつれて、孝哉との交流を通してキャラクターとしての表情が出るように造形されている。
演者の古屋は本作が初主演・初メインキャラということで第1話では力んで収録に臨んでいたが、監督のあおきは、その時点の悠の孤高なキャラクターと合っており、話数が進むにつれて古屋がアフレコに慣れていったことも悠への演出とのシンクロがあり、（そうなることを狙って新人をキャスティングしたわけではないとしつつ）ディレクションでは出せない良さが出たと述べている。
外見について、キャラクターデザインを手掛けた松本昌子は、悠はクールな雰囲気もありつつ心の中は熱いキャラクターなので、意志が強くまっすぐな感じになるようデザインしており、特に、信念を持った力強い目がポイントだと述べている。監督のあおきと制作プロデューサーの長野敏之から松本に対しては、志村貴子の原案にある「色気のある可愛さ」を活かしてほしいということと、『アルドノア・ゼロ』の伊奈帆とスレインの中間くらいの感じにするようオーダーがあったという。
カーナンバー80:
悠のカーナンバー「80」は、取材時に当時のF4ドライバーの伊東黎明に特に協力を得ていたことから、伊東が使用していたカーナンバーにちなんで付けられた。実際のF4で、カーナンバー「80」はスカラシップドライバーに与えられているが、本作の制作陣がそのことを知ったのは番号を決めた後のことで、作品中の選手権ではスカラシップ制度は登場せず、悠はスカラシップドライバーとして設定されているわけではない。
眞賀 孝哉（）
声 - 小西克幸
フリーランスのフォトグラファー。
悠の走りを見て、久しく忘れていた胸を熱くする何かを思い起こして、小牧モータースの力になろうと奮闘を始める。
かつてはフォトジャーナリストで、「雪平孝哉」の名で活動していた。12年前に仕事で東北に行った際に発生した震災で被災した。その後の個展で、震災に際して撮影した、津波に巻き込まれる直前の少女の写真を展示したことで、メディアやネット上で激しいバッシングを受けた。その時のトラウマから、人物写真を撮ることができなくなってしまった。
現在はフォトグラファーを名乗っており、「カメラマン」と呼ばれると「写真なのでフォトグラファー」と訂正する癖がある。人物を撮れなくなっていることは元妻の冴子にも黙っているが、人物撮影を断り続けているため、勘づかれている。
キャラクター設定:
36歳。誕生日は8月18日。血液型はO型。身長は179 cm。
写真は大学時代に冴子の影響で撮り始めた。
キャラクター造形:
他の登場人物たちと異なり自動車レースに詳しくないキャラクターであり、そうすることで、レースカテゴリーとしてもマイナーなF4について視聴者に紹介する案内役としての役割を持っている。
悠とは対照的に、最初は明るい人物として描かれ、話が進むにつれて内に抱えた仄暗い部分が見えてくるように造形されている。
屈託なく明るい部分と仄暗い部分を持つキャラクターだが、演者の小西はそれを絶妙に演じており、監督のあおきは、第2話のアフレコ時の小西の演技により、あおきの中でもキャラクターの解像度が上がったと述べている。
トラウマを持つキャラクターだということは構想の初期からあおきが考えていたが、その原因が震災にあるというアイデアはスーパーバイザーの高山カツヒコが出した。（「#震災の扱いについて」も参照）

### 小牧モータース
小牧 錮太郎（）
声 - 畠中祐
小牧モータースのメカニック。同居している悠とは兄弟同然に育ち、「はる」、「こた」と呼び合う仲。
F4チームでは、太とともにF4車両の整備を担っている。
面倒見が良く、悠と亜梨子の相談に何かと乗ってサポートする。亜梨子に片思いをしているのだが、そのことを言い出せずにおり、早月絡みの相談にも乗ってしまっている。
「知能で勝負するタイプ」だと自称しており、そのことは特に否定されていないが、反面、体力はない。
キャラクター設定:
17歳で、高校3年生。誕生日は8月26日。血液型はA型。身長は175 cm。
キャラクター造形:
元々は性別は女で「小牧まこ」として考案され、脚本を作っていた段階では第6話までは女性キャラクターとして話が書き進められていた。亜梨子とは「幼馴染」というところは同じで、親友という設定だった。しかし、あおきの考えにより、男性キャラクターに変更され、6話までの脚本も筋立てはそのままに性別の違いがかかわる箇所のみ書き直された。
小牧 太（）
声 - 佐々健太
小牧モータースのチームオーナーで、同じ名前の自動車整備工場を営んでいる。錮太郎の父。妻（錮太郎の母）は既に他界している。
昔はレーシングチームでピットクルーをしており、悠の父でドライバーの澄とコンビを組んでいたが、家業の小牧モータースを継ぐために辞めた。澄が事故死した後、10年ほど前から悠のことを下宿させている。
悠のことは我が子同然に育てており、悠は新聞配達で得た収入を小牧家に入れているが、太はそんなことをする必要はないと悠に言っている。
小太りの中年だが、昔は足が速かったと本人は言っている。
キャラクター造形:
外見について、キャラクターデザインを手掛けた松本昌子は、最初に描いたものは体型が細かったが、監督のあおきの助言により、丸々とぽっちゃりとしたシルエットに描き直し、気の良い親しみやすいおじさんという感じにしたと述べている。
「太」という名前は制作プロデューサーの長野敏之の希望で決まった。騎手の小牧太と同姓同名なのは偶然。

### ベルソリーゾ
春永 早月（）
声 - 河西健吾
レーシングチーム「ベルソリーゾ」のファーストドライバー。悠と同じく高校生F4レーサー。
陽気な性格で、言動は軽薄な印象を与えるが、ドライバーとしての実力は本物。多くの女性ファンがおり、ファンたちを「子猫ちゃん」と呼ぶ。
F1ドライバーになることを目標にしており、憧れのドライバーはジェームス・ハント。レースの勝敗を左右する要素のひとつに運があり、ハントは持ち前の明るさから幸運の女神に愛されていたと考えており、運を引き寄せるため、ハントに倣って明るく前向きに振舞うことを心掛けている。
チームメイトにも気さくに接し、徳丸のことを「トシくん」と呼んでいるほか（年下の早月からそう呼ばれることを徳丸本人はあまり快く思っていない）、技量の劣る結谷、加賀山にもアドバイスを行っている。
キャラクター設定:
17歳で、高校3年生。誕生日は5月16日。血液型はAB型（RH+AB）。身長は176 cm。
カーナンバーは「35」を使用している。
キャラクター造形:
決めゼリフとなっている「子猫ちゃん」というフレーズは、第1話の脚本の時点では書かれておらず、同話で絵コンテを担当していたあおきえいが書き足した。
単純に明るいキャラというわけではなく、それは自分で性格を矯正した結果だということが第5話でわかるようになっている。
外見について、キャラクターデザインを手掛けた松本昌子は、原案が「タレ目のイケメンキャラ」というものだったので、目の位置とタレ具合のバランスがカッコよく見えるよう心掛けたと述べている。
第4話で着ている高校の制服のデザインは『アルドノア・ゼロ』の主人公の一人である伊奈帆らが通っていた新芦原高校と同じで、第7話で入院している病院も新芦原総合病院となっており、同作ファン向けのファンサービスとなっている。
徳丸 俊軌（）
声 - 八代拓
ベルソリーゾのセカンドドライバー。19歳で、早月より年上。
早月に劣らない速さを持っているが、感情的になりやすい面がある。前年にベルソリーゾのドライバーオーディションを受けていた際に周回遅れの悠とクラッシュし、そのことがセカンドドライバーとして採用される原因になったと思われている。また、その事故以来、悠には何かと因縁をつけて絡むようになった。
ベルソリーゾに所属する前は引っ越しのアルバイトをして資金を貯めてレースをしていた。そのままではいずれドライバーの道を諦めることになっていたため、チームに拾ってくれた笑生には感謝をしている。そうした経緯でセカンドドライバーの務めを果たしているが、そのポジションに納得はしていない。
キャラクター設定:
19歳。誕生日は12月4日。血液型はB型（RH+B）。身長は174 cm。
カーナンバーは「36」を使用している。第3話で描かれる前年のドライバーオーディションの時は39号車に乗っている。
歳の離れた姉がいる。
キャラクター造形:
ライバルチームについて、天才系のファーストドライバーと鬱屈した感じのセカンドドライバーを設定して対照して見せるという案は企画の初期からあり、作品中でも徳丸は早月との対比を軸として描かれている。
シリーズ構成前の時点で、後半で見え方が変わるということは予定していた。
悠に対して使う「シケイン野郎」という蔑称は高山カツヒコが考えた。
蜜澤 亜梨子（）
声 - 上田麗奈
ベルソリーゾのレースクイーン。
レースクイーンはアルバイトとしてしているが、仕事への意識は高い。早月の大ファンだが、本人の前では挙動不審になり、言い出せずにいる。
錮太郎とは幼なじみで、ふだんは錮太郎、悠と同じ高校に通っており、小牧モータースのことも応援している。
キャラクター設定:
17歳で、高校3年生。誕生日は9月13日。血液型はO型。身長は162 cm。
キャラクター造形:
性格や話し方（方言のような口調を混ぜることがある）といったキャラクターについて、あおきは女優の髙橋ひかるに影響を受けたと述べている。第5話の「やだローテンション～」というセリフのような独特な抑揚の付け方はディレクションではなく、演者の上田による。
外見について、キャラクターデザインを手掛けた松本昌子は、男性キャラと対照的な女の子っぽさが出るよう、重ための前髪、アイライン・まつ毛といった色々なところで「丸み」を意識して描いたと述べている。
笑生 教典（）
声 - 加藤将之
ベルソリーゾのチームオーナー。本業は会社経営者。孝哉には以前に仕事を依頼したことがある知り合いで、F4についても何かと親切に教える。
F4チームは若手ドライバーを育成するために立ち上げたもので、現在は、早月のことをF3、F2へとステップアップさせることを見据えて育成している。
若い頃はレーシングチームの監督をしており、小牧太や浅雛澄とは同じチームで、澄が事故死した時のチームの監督でもあった。太や澄とレースをしていた頃は髪を金色に染めていた。その姿を写した写真は小牧モータースにも飾ってあるのだが、悠は笑生がその人物だとは本人から過去の話を聞くまで気づかなかった。
キャラクター造形:
小牧太や悠の父親の澄とかつて同じチームだったという設定は少し後に作られたもので、第5話の脚本を作る段階で話の最後に太と笑生を試しに絡ませたところ雰囲気が良かったことから設定に組み込まれた。第2話で登場する写真と矛盾しないようにするため、「若い頃は金髪だった」という設定が作られた。
本編時点の外見について、グッドスマイルカンパニー創業者でグッドスマイルレーシング代表の安藝貴範をモデルにしている。

### その他
雪平 冴子（）
声 - 恒松あゆみ
女性向けファッション誌の編集長。孝哉の元妻で、今も孝哉に仕事を回している。
孝哉とは離婚しているが、彼の「人を見る目」は信用しており、悠にも期待する
孝哉からは現在でも「冴ちゃん」（さえちゃん）と呼ばれているが、そのたびに「雪平」と呼ぶようたしなめている。
キャラクター造形:
大学時代に新聞部に所属しており、孝哉とはその頃に知り合い、学生結婚した。孝哉と離婚した経緯については特に設定されていない。
外見について、あおきの要望で映画『TENET テネット』出演時のエリザベス・デビッキをモデルにしており、原案の志村貴子に参考として映像を見せた上で依頼がされたという。
「冴子」という名前は制作プロデューサーの長野敏之がつけた。
浅雛 澄（）
悠の父親で、作品開始時点で故人。
生前はレーシングドライバーだったが、悠が子供の頃にレース中の事故で死去した。レースで優勝した時に悠を連れて表彰台に登壇したことがあり、悠がドライバーを目指した理由の半分は父の影響による。
小牧太や笑生とはレース仲間で、太とは家族ぐるみの付き合いがあった。笑生は、ドライバーとしての澄について、理論派でありながら情熱的で、何より走るのが好きだったと評している。
第6話で描かれる事故時の参戦カテゴリーのフォーミュラカーは架空のもので、事故が起きたサーキットについても架空のものとなっている。
実況
声 - 金丸淳一
FIA-F4選手権の実況アナウンサー。基本的には声のみの登場だが、第5話と最終話のみ本人の姿が登場する。
実際のレースでは実況アナウンサーと解説者がレース中は常に話し続ける形が一般的で、FIA-F4選手権でもそれは同様だが、本作では、それでは情報量が多くなりすぎるという判断から、ここぞという場面だけで実況を入れるという演出方針が採られている。

## 用語・設定

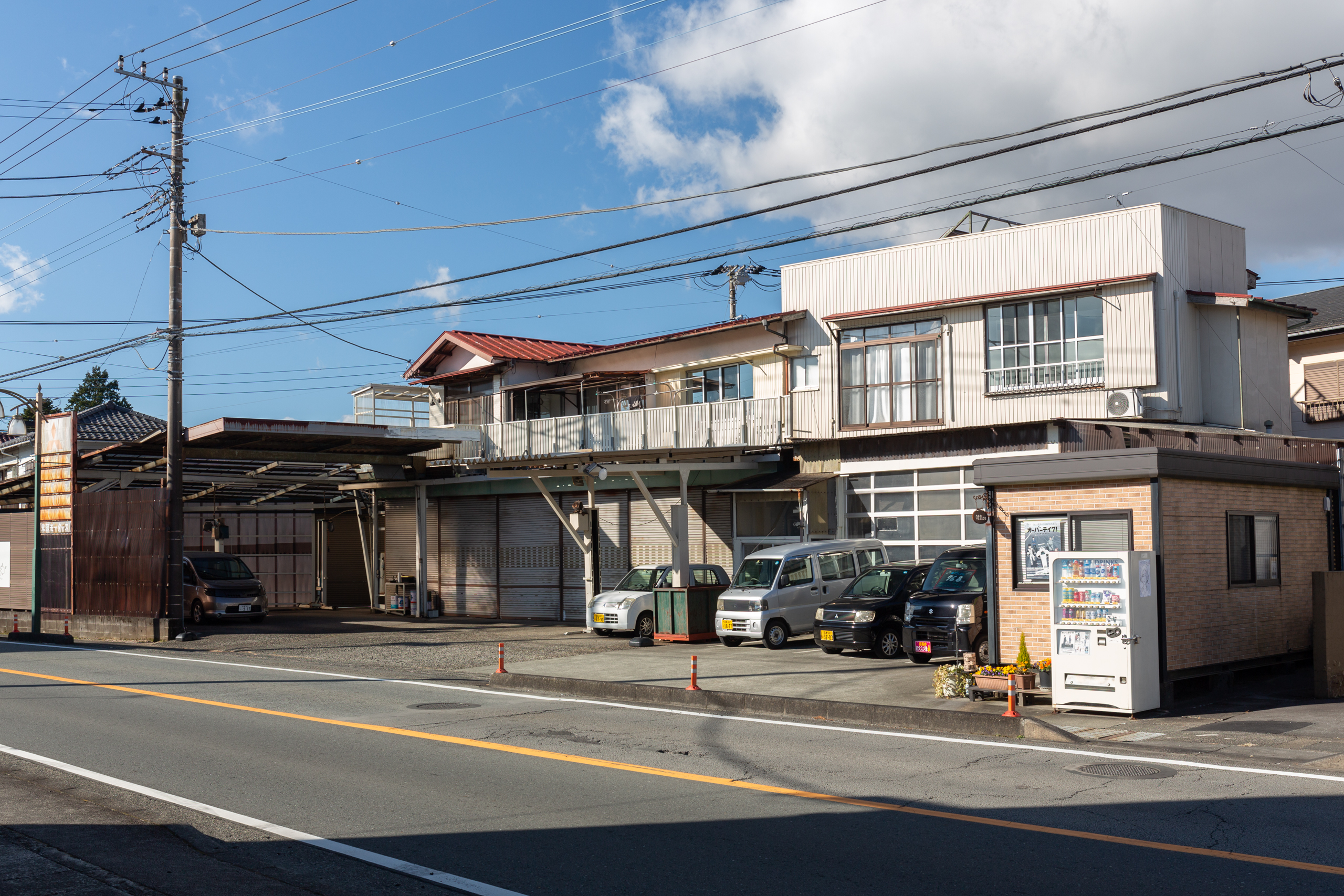
小牧モータースの社屋のモデル、鬼頭モータース

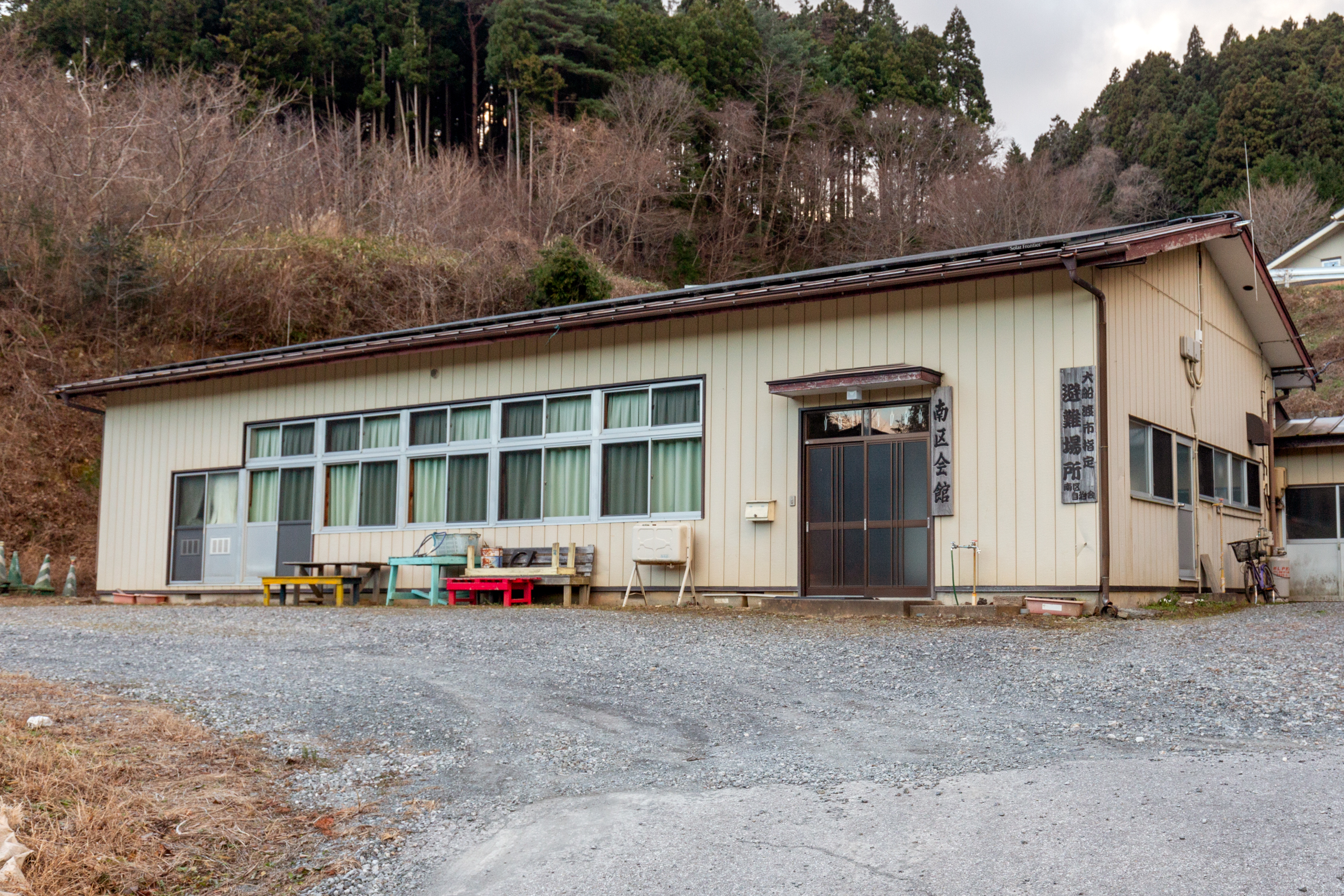
大船渡市南区会館。第9話の12年前の場面で登場。

- 小牧モータース（）

主人公の浅雛悠が所属するF4チーム。家族経営の弱小プライベーターで、ドライバーの悠、メカニックの錮太郎、オーナーの太の3人という最小規模で運営されている。
予算はF4チームの中でも小さく、年間1100万円ほどで運営されている。
スポンサーはなく、F4には前のオーナーが何シーズンも走った中古を安く譲り受けた車両で参戦している。資金繰りは常に厳しかったが、第3話で飲料メーカーの「三日月飲料」がスポンサーについた。
設定上のキーカラーは「白」。
モデル:
社屋のモデルになっているのは御殿場市の鬼頭モータースで、ロケハン時に小牧モータースのモデルとなる整備工場を探して御殿場市内のいくつかの整備工場を回った中で、スタッフの満場一致で決まった。
作品中でF4車両が置いてあるガレージは、実際には作業場となっていたスペースを使用している。
第2話で語られる「約1100万円」という年間予算は、GTAから参考情報として提供されたもので、実際のF4チームで最小予算で運営されていた例に基づいている。低予算で参戦することの苦労などは、元F4ドライバーの岸剛之への取材も参考にされた。
- ベルソリーゾ（Belsorriso）

笑生教典のレーシングチーム。F4で常に表彰台入りを争うトップチームで、潤沢な資金によって運営されている。F4では、早月（#35）、徳丸（#36）を含め、計4名をドライバーとしてエントリーさせている。
活動の主体はメインレースであるSUPER GTへの参戦で、以前からGT500クラスとGT300クラスの両方に参戦しており、大勢のスタッフを抱えている。F4チームは最近立ち上げたもので、自動車メーカーの育成プログラムを模範に、若手ドライバーの育成を始めている。
F4では、1台当たり年間1800万円ほどの予算を使っていると考えられている。F4チームの中でも多額ではあるが、「イコールコンディション」という規則があるF4では車に手を入れられる範囲が限られることから、チームの規模に比べると比較的少額の出費となっている。笑生は、F4では車に使える予算に限度がある代わりに、ドライバー育成に資金を投じている。
設定上のキーカラーは「赤」。チーム名の「Belsorriso」は、イタリア語で「素敵な笑顔」を意味する。
ドライバーの扱い:
笑生の方針でドライバー育成に力を入れている。早月と徳丸は作品本編の前年にドライバーオーディションを受け、F4のドライバーに選ばれた。
ファーストドライバーの早月とセカンドドライバーの徳丸の役割を明確に分けているが、ルール的にはグレー。他の2名のドライバーである結谷迅（#38。声 - 山下誠一郎）、加賀山諒（#37。声 - 小林千晃）は、実力としては早月と徳丸よりだいぶ落ちるという描写になっている。
早月と徳丸のどちらも上位カテゴリーへのステップアップを目指しており、F4はあくまで通過点と考えている。
小牧モータースとベルソリーゾ以外のF4チームについても、詳細な設定が作られた。（→#チームの設定）
- 富士スピードウェイ

静岡県小山町に所在するサーキット。
F4の開催地やテスト走行時のコースとして各話で登場するほか、第5話ではマラソン大会のゴールとして登場。
- 『レースマン』

作中作。正義のレースマンが悪の迷惑ドライバーと戦うという内容の子供向け作品。
第2話で、御殿場市のポッポ広場で出会った子供（声 - 小市眞琴）から悠と孝哉が教えられ、「熱い勢いはヒーローの証!!」と書かれたレースマンの小さなステッカーが悠の車体に貼られるようになった。
作品中のステッカーではデフォルメされた絵で描かれているが、通常頭身のデザインも設定されている。監督のあおきからは「ご当地ヒーローのような感じで」ということで、発注された。
- 三日月飲料

第3話から小牧モータースのスポンサーとなった飲料会社。冴子の雑誌に広告を載せている縁で、孝哉が撮影した悠の写真を紹介され、悠に興味を示してスポンサーとなる。
悠を「本気のライム炭酸」のイメージキャラクターに起用してテレビCMを作り、孝哉が撮影した写真もCMに採用した。
担当者の佐藤（声 - 長谷川育美）らは孝哉の写真を気に入っていたのだが、孝哉がかつて震災に際して炎上していた「雪平孝哉」だということが発覚したことで、スポンサーから降板してしまう。
- 東北で起きた震災

本編の12年前に東北地方で起きた震災で、取材のため岩手県大船渡市を訪れていた孝哉も被災する。（→#震災の扱いについて）
孝哉は以前にも同地に取材に訪れており、現地の菊池祐志（声 - 興津和幸）と、二本松正三（声 - 辻親八）、正三の孫娘の二本松もも（声 - 稲垣好）とは知り合いだった。震災に際して、孝哉は津波に飲まれるももを助けることができず、そのことでトラウマを負う。

### F4関連用語
現実に存在するレースを題材にしているため、作品中に出てくる制度やモータースポーツ用語は現実のそれらがそのまま使用されている。以下は、作品中の設定に沿って用語と解説を記述している。
- F4（） / フォーミュラ4（）

主人公の悠らが参戦している自動車レースシリーズ。通称「F4」。
F4は自動車レースの入門カテゴリーで、フォーミュラ1（F1）、フォーミュラ2（F2）、フォーミュラ3（F3）の下位に位置づけられている。全車をイコールコンディションとする規則があり、チームが車両を変更・改造できる範囲は大幅に制限されている。
出場のハードルは比較的低く、出場者も様々で、ドライバーを上位のカテゴリーへステップアップさせることを目的として参戦しているチームもあれば、レースを趣味として楽しむために参加しているチームもある。作品中の選手権では、20チーム・36台が参戦している。（→#チームの設定）
F4はSUPER GTのサポートレース（前座）として併催されており、日本国内で年間数ラウンドが開催されている。
現実に存在するシリーズで、正式名称は「FIA-F4選手権」（エフアイエー エフフォー -）。作品中でも、最終話のレーススタート時に「FIA」も含めたこの名で呼ばれている。
- ドライバーライセンス

モータースポーツに参加するために必要なライセンス。
F4にエントリーするには、国内A級以上かつ国際B級以下のライセンス、もしくは限定国内A級のライセンスが必要。
作品中では特に説明されていないが、「限定国内A級」は、未成年（18歳未満）のドライバーたちがレースに参戦できるよう発給されるライセンスで、該当する悠と早月はこのライセンスを取得してF4に参戦していることになる。
- スリップストリーム

前を走る車両が空気を引き裂くことによって後方の空気流に起きる現象で、直後を走る車両は低い空気抵抗で走れる。F4では、通常はライバルが作ったスリップストリームをオーバーテイクに利用する形で使われているが、ベルソリーゾはファーストドライバーをサポートする手段としても使用している。
- コローニ・C4

かつて服部尚貴が運転したF1車両。1991年日本グランプリで100人以上の小口スポンサー（ファンたち）の名前を車体に記入した姿で走った。御殿場の支援者たちの名前を入れた小牧モータースのF4車両は奇しくもそれを想起させるものとなり、太はそれを気に入る。

## 製作・制作

### 企画の経緯
TROYCA社長の長野敏之（本作プロデューサー）、あおきえい（監督）、KADOKAWAの間の定例会議で交わされた雑談の中で、自動車レースのフォーミュラ4（F4）が面白いという話になったことが企画の端緒となった。この話を聞いたあおきと長野が、F4に存在するチーム間の格差の大きさに面白みを感じ、『下町ロケット』や『がんばれ!ベアーズ』、『クール・ランニング』のような、弱小チームが勝っていく物語を作れるのではないか、というところから企画が始まった。そして、F4についてのリサーチは2017年に始まった（→#時系列）。

### 作品名
企画時の仮タイトルは『F4（）』だった。
『オーバーテイク!』という作品名はTROYCAの社内で公募された案の中から決められた。『オーバーテイク!』という名前に決まった後も、本当にそれで良いのかという悩みがしばらくあったという。公式略称は設けていない。

### スタッフ
制作陣の主要なスタッフは、TROYCAの最初の作品である『アルドノア・ゼロ』（2014年作品）と近しいものになった。これは、10周年企画ということで意図してそうしたわけではなく、結果的にそうなったものだという。
| 原作                 | KADOKAWA、TROYCA |
| 監督                 | あおきえい |
| シリーズ構成         | 関根アユミ |
| スーパーバイザー     | 高山カツヒコ |
| キャラクター原案     | 志村貴子 |
| キャラクターデザイン | 松本昌子 |
| 美術監督             | 伊藤聖 |
| 色彩設計             | 篠原真理子 |
| 美術監督             | 伊藤聖 |
| 美術設定             | 田中俊成 |
| アートディレクション | 有馬トモユキ 瀬島卓也 [ 注釈 34 ] |
| CGディレクター       | 町田政彌 井口光隆 [ 注釈 35 ] |
| ビジュアルエフェクト | 津田涼介 |
| 撮影監督             | 加藤友宜 |
| 編集                 | 右山章太 |
| 音響監督             | 明田川仁 |
| 音響効果             | 上野励 |
| 音楽                 | うたたね歌菜 |
| 音楽制作             | F.M.F |
| 音楽プロデュース     | ランティス |
| 音楽プロデューサー   | 十河大和 |
| プロデューサー       | 上田清香 山下愼平 Julien Vig 十河大和 西前朱加 東真央 上村真由 加藤有宏                                                                                |
| 制作プロデューサー   | 長野敏之 |
| アニメーション制作   | TROYCA |
| 製作                 | オーバーテイク!製作委員会 （KADOKAWA、TROYCA、テンセントゲームズ、バンダイナムコミュージックライブ、AT-X、BS11、グッドスマイルカンパニー、テレビ愛知） |
| 出典:                | |

### F4の取材

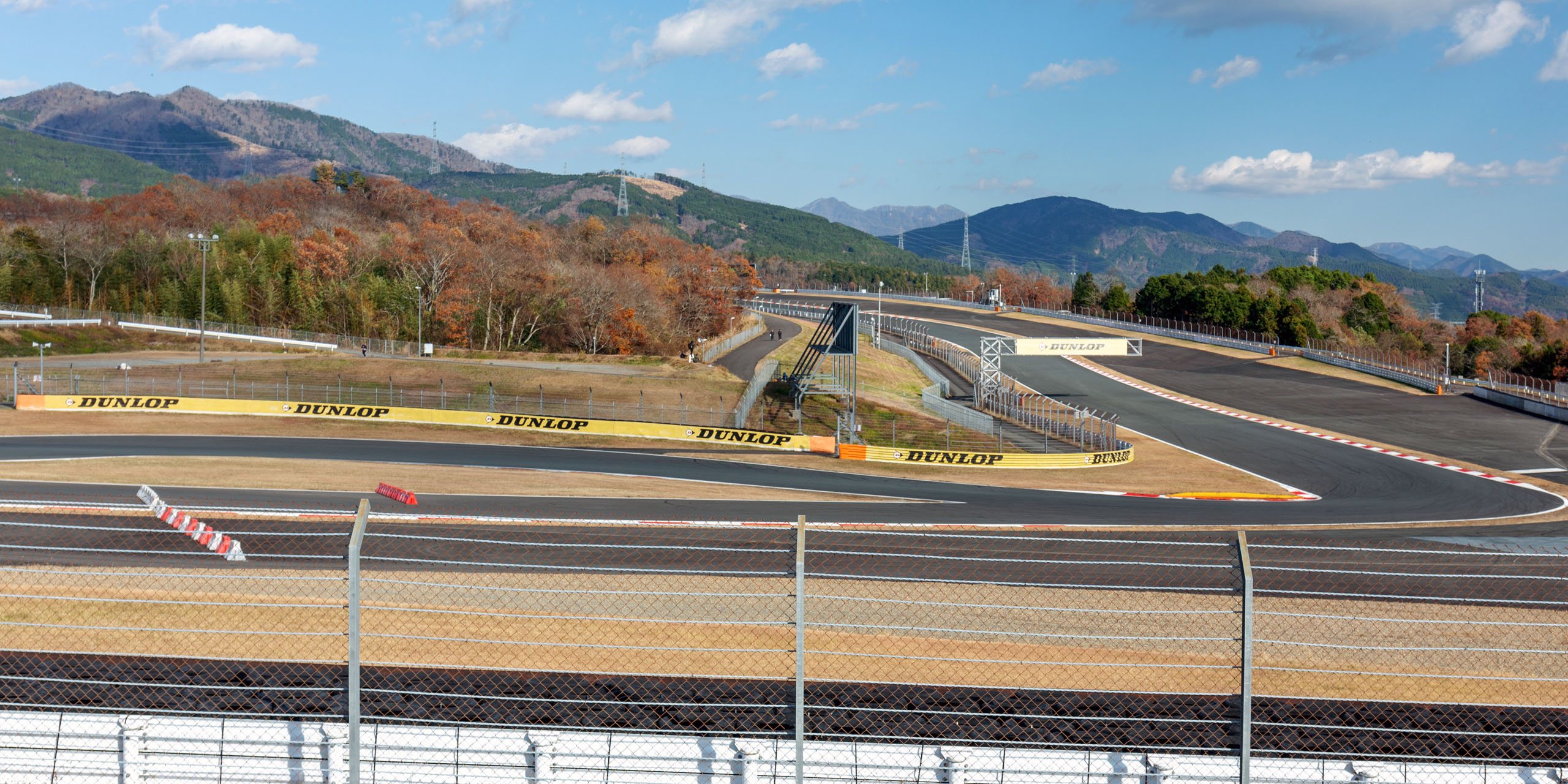
富士スピードウェイだけでも8回のロケハンが行われた。画像は同サーキットのオーバーテイクポイントのひとつ、ダンロップコーナー。

実在のレースを舞台とする本作品は、FIA-F4選手権の主催団体であるGTアソシエイション（GTA）などの協力も得て、制作にあたって実際のレースについての綿密な取材が行われた。そうすることになった一因として、過去に自動車レース、特にフォーミュラレースを題材にしたアニメは数が少なく、リファレンスとできるような先行作品が乏しく、自分たちで調べるほかなかったという事情もあったという。
結果として、取材期間は3年以上に及び、TROYCA史上、取材に費やした期間が最も長い作品となった。

#### F4関連組織の協力
FIA-F4選手権の世界を舞台にするにあたり、主催者であるGTAのほか、童夢（車両）、トムス（エンジン）、ダンロップ（タイヤ）という、サプライヤー3社（いずれもワンメイク）全てと、アライヘルメットなどが協力している。
サーキットも、富士スピードウェイ、鈴鹿サーキット、モビリティリゾートもてぎ、スポーツランドSUGOが協力しており、ロケハンが各サーキットで行われた（ロケハンの時期は「#時系列」を参照）。
最終的にそうした組織に協力を得られるようになったが、取材を始めた当初は、FIA-F4の窓口がわからなかったため、KADOKAWAの伝手を頼りに、モータースポーツを知っている人や経験者に手あたり次第に接触する形で取材が進められ、主催団体のGTAに到達するまでにかなりの月日を要した。
実在の会社の社名やロゴマークなどについて、当初は使えないものと考えていたが、トムスやダンロップ（住友ゴム工業）をはじめとする各社から使用許可が得られた。サーキットのコース脇の広告看板についても、実在企業のロゴがそのまま使用されている。「FIA」の名称を作品中で使えるかも懸念されたが、これも、フランスの国際自動車連盟（FIA）から名称使用の快諾が得られた。

### F4の再現
F4のレースを再現するにあたり、3D CGが全面的に取り入れられた。車両を3D CGで制作することは当初からの予定通りだが、取材の結果を受けて、サーキットについてもコース全体を3D CGで制作することになった（後述）。
それまで、あおきの作品は作画にかかる労力が重めなものが多かったため、当初、本作品は軽めな作品とすることを意図して企画されていた。しかし、F4についての取材を進める内に制作に必要な素材が膨大だと発覚し、作画にかかる労力は当初の想定よりも大きなものとなった。これら3D CGはいずれもスティミュラスイメージが手掛け、美術監督の伊藤聖による美術設定になじむよう調整が重ねられた。エンジン音などの音声についても、後述するように、実車からの収録が行われた。
そうした再現を行うため、制作のTROYCAからGTA、各サプライヤー、各サーキットといったF4関連組織には数多くの確認事項が発生した。それらの問い合わせに対して各組織からの手厚い助力があった手前もあり、ミスはあまり許されないと考え、制作は慎重に進められ、制作の困難さは『アルドノア・ゼロ』以上だったとプロデューサーの長野は述べている。監督のあおきえいも、現実にあるカテゴリーを舞台としたため調べることが多く、自身がそれまで監督として手掛けてきた作品の中でも「間違いなく過去一のハイカロリー作品」だと述べている。

#### 車両の再現

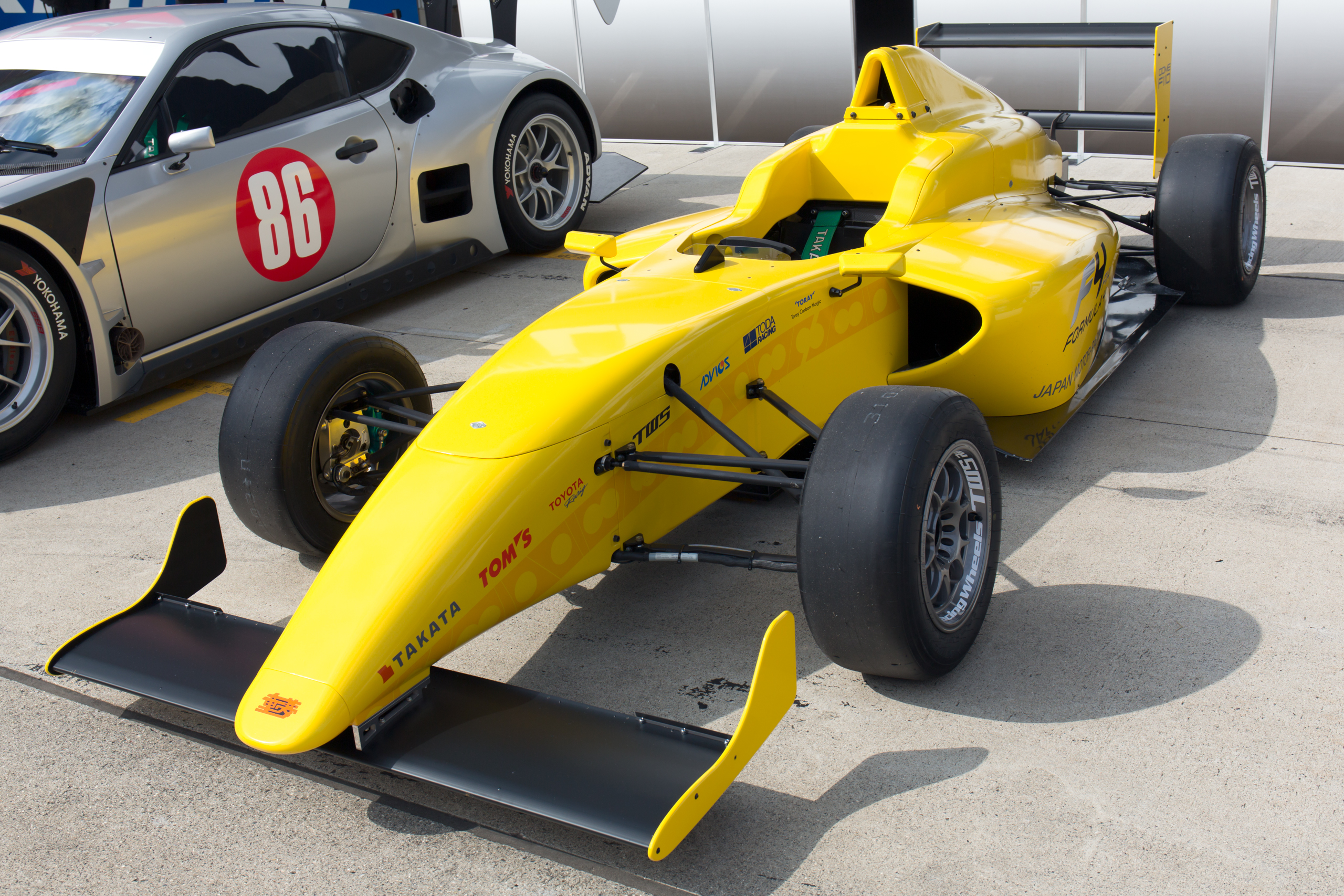
本放送当時、実際のレースで使用されていたF4車両（童夢・F110）

車両の3D CGについては、実車の製造メーカーである童夢からの監修とフィードバックを受けながら制作が進められた。エンジン音は実車のそれが使用され、そのために、音響効果の担当者がサーキットに出向き、F4車両の各部に機材を取り付け、サーキットを走行する実車から各種エンジン音の収録が行われた。
F4はワンメイクレースで、全参加者が同じ型の競技車両を使用するため、車両の3D CGは1モデルだった。しかし、カラーリングは各チームで異なり、作品中では20チーム・36台が参戦していることから、大量の張り込み素材の作成が必要となった（「#チームの設定」も参照）。加えて、それら全車は第1話から登場しているため、全てを1話までに用意する必要もあった。
車体のスポンサーロゴは、童夢、トムス、ダンロップの3社と、カーナンバーの「F4」や「OTG」（大阪トヨペットグループ）、リアウィング側面のブレーキパッドメーカー各社は実在する企業等のロゴが使用されている。他は架空のロゴで、TROYCAのアニメ『Re:CREATORS』（2017年作品）から流用されたロゴが多数ある。

#### サーキットの再現

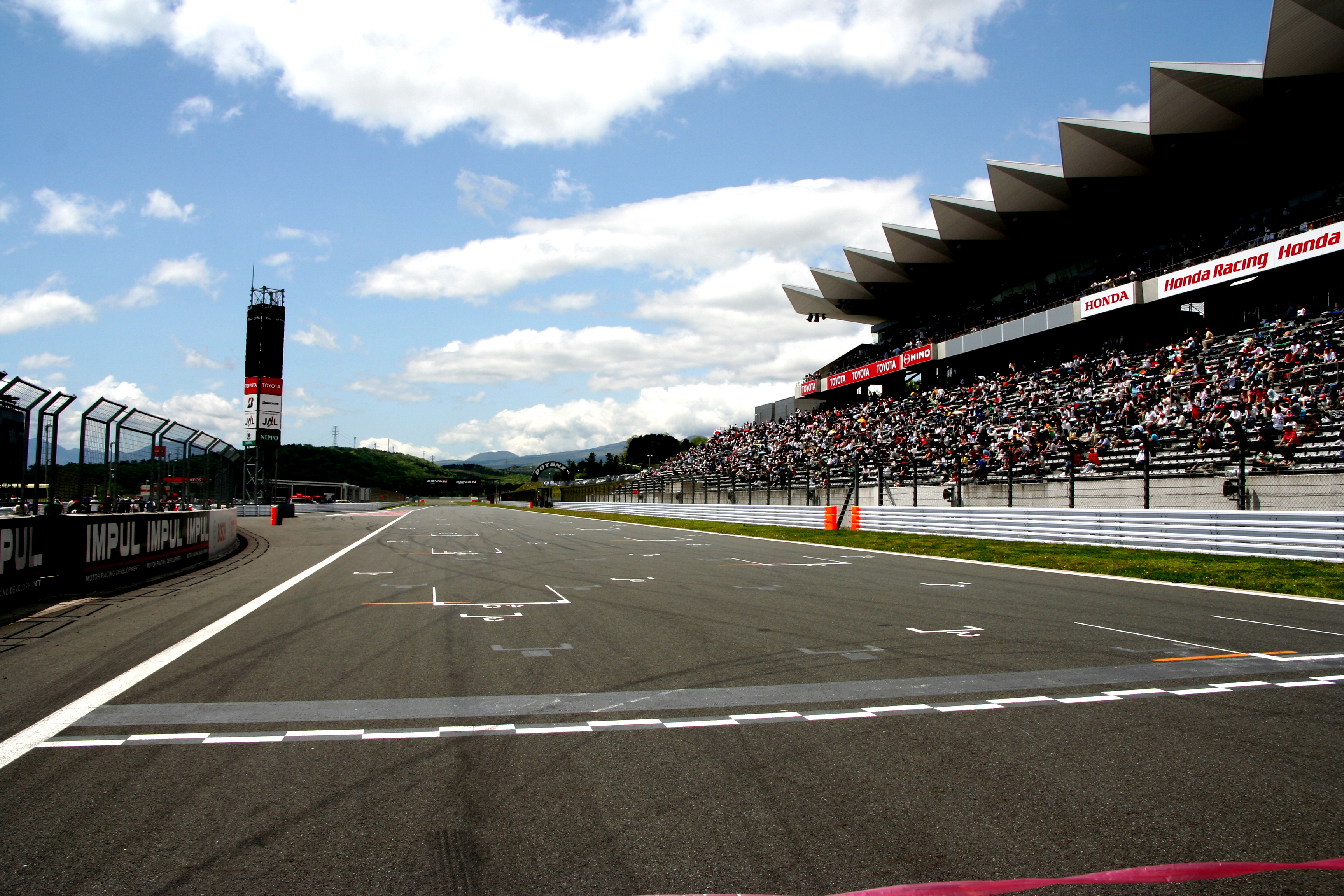
富士スピードウェイのホームストレート。写真右側がグランドスタンド。

サーキットについても、取材により得た情報を基に、レーシングコース全体に加え、ピットなどの付帯設備やコース脇の看板などが、3D CGによって再現されている。
再現するにあたり、サーキットのレーシングコースを実際に周回しての撮影（写真と動画）も行われており、そうした撮影は、夕方から日没にかけて、清掃の時間を使って行われた。
- コース全体を3D CGとした経緯

企画当初の計画では、レース中の映像は「スペシャルな」数カット分だけをCGモデルで作り、作画カロリー（アニメの作画にかかる労力）を軽くする方針だった。しかし、それではしっくり来なかったため、レーシングコース全体を3D CGとして制作することになった。この段階で、既に作業としては予定外だった。
コースを3D CGとする方針になった後も、ホームストレートについては、グランドスタンドとピットという、ディティールが細かく、作成に手間のかかる施設があることから、省略することが検討された。しかし、結局、それらも全て3D CGで制作することになった。
- 3D CG制作

サーキットの3D CGについて、作成には3ds Max、レンダリングにはUnreal Engine 5が用いられた。
- ピットとパドック

レース中、F4はSUPER GTのピットボックス前で作業することになるため、ピットボックス内にGT車両を置く必要があることから、GT車両のCGモデルもGT500に参戦していた3メーカーの各車が作成された。
実際のレースでは、サインエリア（ピットウォール）にSUPER GTの各チームのコマンドボックスが置かれているが、この再現は手間がかかりすぎるため、設置は省略されている。
F4チームが整備などを行うパドックテントは、テントそのものは同じだが、内部はチームごとに内装や置いてある機材などが異なるため、複数の設定を作成して組み合わせて構築された。F4のパドックテントは、各サーキットパドックエリア内の駐車場に仮設されるもので、サーキットによってチームの配置が異なるため、配置図の設定もサーキットごとに作成された。

#### チームの設定
本作品中では20チーム・36名のドライバーがF4に参戦している。ストーリー上に登場するのは小牧モータースとベルリーゾの2チームのみだが、他の18チーム（モブチーム）についても詳細な設定が作られた。
レーシングスーツの腰ベルト部分にローマ字表記の名前と血液型を入れる必要があることから、全チーム36名のドライバーについて、フルネームと血液型が設定されている。こうした設定は、アートディレクションの有馬トモユキ、瀬島卓也が作成した。
※出典を特に付した事柄以外は、フッターの出典に基づく。
| チーム名                    | 設定 / クラス | 設定 / クラス | ブレーキパッド | チーム規模 運営資金 | キーカラー ( )内は車体色      | 前年度 順位 | No.               | ドライバー            |
| --------------------------- | --- | ------------- | -------------- | ------------------- | ----------------------------- | ----------- | ----------------- | --------------------- |
| 小牧モータース              | 「#設定・用語」を参照。 |               | PFC            | ★                   | 白 (白)                       | 20          | 80                | 浅雛 悠               |
| ベルソリーゾ                | 「#設定・用語」を参照。 |               | ENDLESS        | ★★★                 | 赤 (赤・白・黄)               | 1           | 35                | 春永 早月             |
| ベルソリーゾ                | 「#設定・用語」を参照。 | 36            | ENDLESS        | ★★★                 | 赤 (赤・白・黄)               | 1           | 徳丸 俊軌         |                       |
| ベルソリーゾ                | 「#設定・用語」を参照。 | 37            | ENDLESS        | ★★★                 | 赤 (赤・白・黄)               | 1           | 加賀山 諒         |                       |
| ベルソリーゾ                | 「#設定・用語」を参照。 | 38            | ENDLESS        | ★★★                 | 赤 (赤・白・黄)               | 1           | 結谷 迅           |                       |
| ブル・スパーダ（Blu Spada） | チーム名はイタリア語で「青い剣」を意味する。 イメージ元は日産自動車。 |               | FERODO         | ★★★                 | 青 (青・水色)                 | 2           | 94                | 藤井 雄一             |
| ブル・スパーダ（Blu Spada） | チーム名はイタリア語で「青い剣」を意味する。 イメージ元は日産自動車。 | 95            | FERODO         | ★★★                 | 青 (青・水色)                 | 2           | 原 徹             |                       |
| AWARA Racing Spirit         | ベルソリーゾ、ブル・スパーダに次ぐトップチーム。 イメージ元はSUBARU。 第1話で、「（上のカテゴリーを目指すような）速さ重視のチーム」の例として徳丸が孝哉に示している。 第6話で、2号車がベルソリーゾの2台と悠の間の3番手グリッドを獲得し、上位の他の3台がスリックタイヤを選んだ中、レインタイヤでスタートしている。このチームは『アルドノア・ゼロ』のセルフパロディになっており、車両外観がオレンジ色であることや、レーシングスーツがダークグレーなのはいずれも同作の地球側のカタクラフト（伊奈帆機）とパイロットスーツがモチーフになっている（「AWARA」というチーム名は同作の「新芦原」＝「Shin-AWARA」から取られている）。 |               | SEIDOYA        | ★★★                 | 黄 (燈・白・黒)               | 3           | 2                 | 足立 哲也             |
| AWARA Racing Spirit         | ベルソリーゾ、ブル・スパーダに次ぐトップチーム。 イメージ元はSUBARU。 第1話で、「（上のカテゴリーを目指すような）速さ重視のチーム」の例として徳丸が孝哉に示している。 第6話で、2号車がベルソリーゾの2台と悠の間の3番手グリッドを獲得し、上位の他の3台がスリックタイヤを選んだ中、レインタイヤでスタートしている。このチームは『アルドノア・ゼロ』のセルフパロディになっており、車両外観がオレンジ色であることや、レーシングスーツがダークグレーなのはいずれも同作の地球側のカタクラフト（伊奈帆機）とパイロットスーツがモチーフになっている（「AWARA」というチーム名は同作の「新芦原」＝「Shin-AWARA」から取られている）。 | 3             | SEIDOYA        | ★★★                 | 黄 (燈・白・黒)               | 3           | 真瀬 裕司         |                       |
| KRS (ケーアールエス)        | 元F1ドライバーの古見哲郎が主催するレーシングスクールによるチーム。資金力はそこまで高くないが、ドライバーとメカニックの力量が高い。 第1話で、レース開始直後に64号車が84号車と絡んでリタイアしてセーフティカーが出動し、悠が浮上するきっかけとなる。 |               | ADVICS         | ★★                  | 黒 (白・黒)                   | 4           | 64                | 古見 樹               |
| KRS (ケーアールエス)        | 元F1ドライバーの古見哲郎が主催するレーシングスクールによるチーム。資金力はそこまで高くないが、ドライバーとメカニックの力量が高い。 第1話で、レース開始直後に64号車が84号車と絡んでリタイアしてセーフティカーが出動し、悠が浮上するきっかけとなる。 | 65            | ADVICS         | ★★                  | 黒 (白・黒)                   | 4           | 布袋 直也         |                       |
| ガレージ23                  | 自動車整備チェーン店がメインスポンサーのチーム。 最終話で、23号車が3位表彰台を獲得している。 |               | PFC            | ★★                  | 蛍光イエロー (蛍黄・白・紫)   | 5           | 23                | 國宗 広樹             |
| ガレージ23                  | 自動車整備チェーン店がメインスポンサーのチーム。 最終話で、23号車が3位表彰台を獲得している。 | 24            | PFC            | ★★                  | 蛍光イエロー (蛍黄・白・紫)   | 5           | 三本木 朱音 ※女性 |                       |
| Lazarus Racing Company      | 時計メーカー「山城精機」を母体とするチーム。 | I             | FERODO         | ★★                  | 薄い青 (紺・橙)               | 6           | 51                | 岩口 和男 ※40歳以上   |
| Lazarus Racing Company      | 時計メーカー「山城精機」を母体とするチーム。 | I             | FERODO         | ★★                  | 薄い青 (紺・橙)               | 6           | 52                | 澤井 義明 ※40歳以上   |
| 二ツ橋レーシング            | 老舗出版社によるチーム。 第1話で、レース開始直後に84号車が64号車と絡んでリタイアする。 |               | SEIDOYA        | ★★                  | 紺 (黄・紫・白)               | 7           | 84                | 尾立 修一             |
| 二ツ橋レーシング            | 老舗出版社によるチーム。 第1話で、レース開始直後に84号車が64号車と絡んでリタイアする。 | 85            | SEIDOYA        | ★★                  | 紺 (黄・紫・白)               | 7           | 金杉 智之         |                       |
| Asakura Racing Team         | 家具メーカー「朝倉家具」によるチーム。 イメージ元は大塚家具。 第3話で、75号車がポールポジションを獲得し、レース終盤まで首位を走っている。 |               | ENDLESS        | ★★                  | ピンク (緑・白)               | 8           | 75                | 池脇 博幸             |
| Asakura Racing Team         | 家具メーカー「朝倉家具」によるチーム。 イメージ元は大塚家具。 第3話で、75号車がポールポジションを獲得し、レース終盤まで首位を走っている。 | 76            | ENDLESS        | ★★                  | ピンク (緑・白)               | 8           | 本 真人           |                       |
| ACCUFONE MOTORS             | 老舗オーディオメーカーを母体とするチーム。 第10話で、8番手スタートの54号車がスタートでミスしたことで後続に混乱を起こし、14番手スタートの悠が浮上するきっかけとなった。 | I             | PFC            | ★★                  | 蛍光グリーン (橙・白)         | 9           | 54                | 浅村 大輔 ※40歳以上   |
| ACCUFONE MOTORS             | 老舗オーディオメーカーを母体とするチーム。 第10話で、8番手スタートの54号車がスタートでミスしたことで後続に混乱を起こし、14番手スタートの悠が浮上するきっかけとなった。 | I             | PFC            | ★★                  | 蛍光グリーン (橙・白)         | 9           | 55                | 葛西 哲 ※40歳以上     |
| Toyoshima Dynamics          | 精密機械・器具を扱う固めの工業メーカーを母体とするイメージのチーム。 第6話のレース序盤で、91号車は42号車と絡んでコースアウトする。このことは早月の事故の遠因となる。 | I             | SEIDOYA        | ★★                  | 紫 (赤・黒)                   | 10          | 90                | 本谷 弘 ※40歳以上     |
| Toyoshima Dynamics          | 精密機械・器具を扱う固めの工業メーカーを母体とするイメージのチーム。 第6話のレース序盤で、91号車は42号車と絡んでコースアウトする。このことは早月の事故の遠因となる。 | I             | SEIDOYA        | ★★                  | 紫 (赤・黒)                   | 10          | 91                | 下舘 航 ※40歳以上     |
| Fetch Speed                 | 大手飲料メーカーによるチーム。 イメージ元はサントリー、伊藤園など。 |               | ADVICS         | ★★                  | 蛍光オレンジ (深緑・薄緑・青) | 11          | 45                | 西地 貴司             |
| Fetch Speed                 | 大手飲料メーカーによるチーム。 イメージ元はサントリー、伊藤園など。 | 46            | ADVICS         | ★★                  | 蛍光オレンジ (深緑・薄緑・青) | 11          | 池元 淳一         |                       |
| Ocean Breeze Wheels         | 洗剤などの日用品メーカーによるチーム。 イメージ元はライオン、P&Gなど。 | I             | PFC            | ★★                  | 黒 (水色・青)                 | 12          | 8                 | 下ノ村 健二 ※40歳以上 |
| Ocean Breeze Wheels         | 洗剤などの日用品メーカーによるチーム。 イメージ元はライオン、P&Gなど。 | I             | PFC            | ★★                  | 黒 (水色・青)                 | 12          | 9                 | 塚 俊之 ※40歳以上     |
| NRM Logistics（練馬運輸）   | 運輸・ロジスティクス企業によるチーム。 イメージ元は日本通運、佐川急便、ヤマト運輸、西濃運輸、など。 第6話で、42号車はレース序盤で91号車と絡んでコースアウトして大きく後退し、その後、後方から来たトップの早月の35号車に接触されてしまう。 第10話で、41号車が3番手グリッドを獲得し、決勝レースで悠に一度抜かれるが抜き返して2位でフィニッシュする。 |               | SEIDOYA        | ★★                  | 黄色 (白・青・桃)             | 13          | 41                | 朝岡 智也             |
| NRM Logistics（練馬運輸）   | 運輸・ロジスティクス企業によるチーム。 イメージ元は日本通運、佐川急便、ヤマト運輸、西濃運輸、など。 第6話で、42号車はレース序盤で91号車と絡んでコースアウトして大きく後退し、その後、後方から来たトップの早月の35号車に接触されてしまう。 第10話で、41号車が3番手グリッドを獲得し、決勝レースで悠に一度抜かれるが抜き返して2位でフィニッシュする。 | 42            | SEIDOYA        | ★★                  | 黄色 (白・青・桃)             | 13          | 二木 陽平         |                       |
| GeoMob Kart Team            | ゲームメーカーによるチーム。 第6話で、68号車が早月の35号車に横からクラッシュしてしまう。 |               | FERODO         | ★★                  | 青 (桃・赤紫・青緑)           | 14          | 68                | 千早 圭祐             |
| GeoMob Kart Team            | ゲームメーカーによるチーム。 第6話で、68号車が早月の35号車に横からクラッシュしてしまう。 | 69            | FERODO         | ★★                  | 青 (桃・赤紫・青緑)           | 14          | 小田原 秀人       |                       |
| 豊玉信用金庫自動車部        | 地方の信用金庫によるチーム。地元振興目的で参戦しているイメージと設定されている。 第6話終盤で、豪雨の中で42号車の真後ろを走っており、後ろから来る早月から42号車を隠す形となってしまう。 | I             | ADVICS         | ★                   | 深緑 (白・緑・濃緑)           | 15          | 12                | 鈴野 みどり ※女性     |
| GOTOYA（後藤屋）            | 老舗和菓子メーカーの御曹司によるチーム。 |               | SEIDOYA        | ★                   | 茶 (マルーン・茶・白)         | 16          | 61                | 細金 稔               |
| Eight Ball                  | ファッションECサイト「Eight Ball」によるチーム。 第1話で、「しっかり金はかけているけど、走ること自体を楽しんでいる」チームの例として徳丸が話している。 |               | PFC            | ★                   | 白 (黒・黄)                   | 17          | 88                | 八田 慎吾             |
| Racing Mondays              | 飲食店チェーンによるチーム。 | I             | ADVICS         | ★                   | 赤 (赤・黄・紫)               | 18          | 72                | 長月 涼 ※40歳以上     |
| 中嶋スピード                | 地元の土建屋によるチーム。 F1の日本GPに毎年通うようなレースマニアの社長が自らドライバーをしている。 第1話で、「レースで走るのが夢だった」会社社長のチームだと徳丸が説明している。 最終話で、周回遅れで走っていたところ、ダンロップコーナー進入でトップの徳丸とぶつかり、徳丸のフロントウィングを破損させてしまう。 | I             | PFC            | ★                   | グレー (青・白・黒)           | 19          | 48                | 中嶋 大輝 ※40歳以上   |
| 出典:                       | |               |                |                     |                               |             |                   |                       |

### 演出方針

#### ストーリー / シナリオ
1クールしかないオリジナル物であるため、原作物に負けないような、物語としての「強度」という点を意識したと監督のあおきは述べている。
脚本（シナリオ）の段階で、モータースポーツに興味のない視聴者にも楽しめるようにするという点にも注意が払われた。そのため、モータースポーツを知らない人が見ても、モータースポーツについて徐々に理解できるような作品とすることが目指された。モータースポーツ用語の説明が少なくないが、そうした用語については、脚本や絵コンテの各段階でGTAの監修を受けている。

#### キャラクター
あおきはキャラクターをちゃんとやりたいということを本作のテーマのひとつとしており、「キャラクターの魅力」という点について何をもってキャラクターの魅力と言うのか考え直したと下記のように述べている。

物語を作る上で、「キャラクターが魅力的」だとか「魅力的なキャラクターが織りなす〇〇の物語」みたいな、「魅力的な」という言い方をよくする。「キャラクターの魅力」って何をもってキャラクターが魅力的と言うんだろうというところから、自分の中でもう一回考え直した。
—あおきえい

また、キャラクターについて、「捨てキャラ」が出ないようにすることや、大人の登場人物たち（太、笑生、冴子）を大人として描くということが心がけられた。これは、かつて制作した『アルドノア・ゼロ』でサブキャラクターたちを活かしきれなかったことや、（戦友として描く必要があったことから）大人と子供のメンタリティの違いを描けていなかったことへの反省による。

群像劇としての成立の仕方が非常によくできている。全話を通して観終わった時に「拾われなかったなこいつ、何のために出てきたんだ？」というキャラクターがいないという感じの作りにはなっている。
—長野敏之

各キャラクターについて、最初に見た時の印象と、物語が進んでいった時の印象が違うほうがよいのではないかという考えで造形されている。
作画上の演出としては、『アルドノア・ゼロ』とは異なり、漫符などの漫画的な誇張表現も積極的に用いられた。

#### アフレコ
アフレコにおいては、演者とスタッフがディスカッションを重ね、試行錯誤をしながら収録が進められ、時にはそうしたやり取りが長丁場なものになったと主演の古屋亜南は述べている。台本そのものは作りこまれていたため、セリフそのものにアドリブはあまりないものの、芝居には「アドリブ力」のようなものが求められ、会話のライブ感を重視して収録が行われたという。
演者に任せる部分が多く、セリフの尺は台本に記載があったものの、それを「全部無視していい」という指示があるくらい会話の自然なテンポを重視して収録が行われ、結果として本来の尺より長くなったり短くなったりしたこともあったと錮太郎役の畠中祐は述べている。

#### レースの表現
取材により、モデルとしているフォーミュラ4にワンメイク（全員が同じ型の車を使用）という制約があることから、実際のレースで使える戦術はそれほど多くはないことがわかった。そのため、レースの展開は、ドライバーの技術や車両のコンディションで差異をつける方針とした。あおきはYouTube上で公開されているF4の公式レース動画をひたすら見て研究し、レースシーンは実際のレースであったものを参考に組み立てるようにした。
F4車両の挙動やスピード感は、実車のそれに寄せすぎるとアニメの映像としてかえって違和感が出るため、演出上の嘘を多少つくようにしたという。本作CGリードアニメーターでレースシーンのアニメーションを担当していた高江智之は、車の挙動に運転しているドライバーの感情が乗るように心がけながらアニメーションを作成したと述べている。
レース中の映像の画面構成（カメラワーク）については、コース脇のカメラから望遠レンズで映したような映像や車載カメラの位置からの映像といった実際のテレビ中継と同様にすることでリアリティを志向しつつ、現実的には不可能なカメラ位置からの映像（アニメ的な演出）を組み合わせたものとしている。リアルな中継映像とアニメ的な表現のバランスには試行錯誤があり、第1話でリテイクを重ね、第1話のレースシーンがその後の基準になったという。レースシーンについては、カメラワークの見せ方を既存のカットと差異をつけるよう心掛けたため、後半の話になるほどアイデアを出すことに苦労があったとあおきは述べている。
各サーキットの走行ラインについては、どのライン取りとするのがF4にとって最も速いのか、制作側（あおき）には確証がなかったため、GTAからの助言を受けた。
レース中の順位については、場面ごとにどう変化するのか、カットに対応した順位表が必ず作成された。これは、絵コンテだけでは順位がわからなくなり、3D CG班が車両を配置できなくなるという事情による。こうした順位の推移表はTROYCAの笠原直徒が作成した。

### 震災の扱いについて
東日本大震災（東日本大震災津波）を扱うことについては、孝哉のトラウマの原因を設定するにあたって、高山カツヒコが提案した。物語の中に震災の話を入れるというこの案は構想の初期（企画の初期の初期）からあったものだが、現実に起きた災害で、しかも甚大な被害をもたらしたものでもあることから、扱うことについて慎重に議論が重ねられた。

（孝哉のトラウマの原因について）別に架空の事件でも、できなくはないわけです。でも、改めて冷静に考えたときに、「どうして震災を扱ってはいけないのだろう?」と思ったんです。被害に遭われた方々を苦しめてしまうのであればやるべきではないですが、何となく「扱うとまずいからやめよう」みたいな判断でやめるのは、ちょっと違うなと。
—あおきえい

ロケハンをするにあたって現地が難色を示すようであれば変更することも考えていたが、大船渡市による全面協力も得られることになり、誠意を持って作ることにしたとあおきは述べている。
作品中では「東日本大震災」という固有名詞は出てこない。第4話と第9話では、震災の描写があることについて注意喚起のためのテロップがテレビ放送と配信で表示されている。第9話では津波描写もあることから、放送前から注意喚起が行われた。

### プロモーション

放送期間中の2023年11月11日より、富士スピードウェイのインフォメーションセンター外壁に大型広告が掲出された

2023年1月の制作発表以降、プロモーションにおいては「モータースポーツの甲子園」というフレーズを用いている。このフレーズは、FIA-F4選手権のオフィシャルアナウンサーであるサネカタイッセイ（實方一世）が考案したもので、本作以前から、FIA-F4選手権のレース実況でよく使われているものである。
制作発表にあたり、本作をTROYCAの「10周年記念作品」と銘打ったのは、KADOKAWAからの勧めによる。

#### 上映会
2023年10月の放送開始前から、本作のプロモーションの一環として、第1話の上映会（先行上映会）が複数回行われた。上映会の多くは、2023年のFIA-F4選手権を開催中のサーキットで、同選手権をサポートレース（前座）とする同年のSUPER GTシーズン各レースの会期中イベントとして行われた。下表のほか、作品の舞台となった小山町や御殿場市の住民向けにも先行上映会が行われた。
| 上映会開催日 (2023年)                         | イベント名 ( )内はメインレース             | 開催地                   | 開催地         | トークショー出演者                       | 内容                                            | 出典                                    |
| 上映会開催日 (2023年)                         | イベント名 ( )内はメインレース             | 会場                     | 所在地         | トークショー出演者                       | 内容                                            | 出典                                    |
| --------------------------------------------- | ------------------------------------------ | ------------------------ | -------------- | ---------------------------------------- | ----------------------------------------------- | --------------------------------------- |
| 5月3日                                        | FIA-F4選手権 Rd.1（SUPER GT 第2戦）        | 富士スピードウェイ       | 静岡県小山町   | 古屋亜南、上田清香、服部尚貴             | 第1話を上映（世界初公開）。トークショーを併催。 | [ 134 ] [ 135 ] [ 136 ] [ 137 ] [ 133 ] |
| 5月7日                                        | マチ★アソビ vol.26                         | ufotable CINEMA          | 徳島県徳島市   | 古屋亜南、あおきえい、長野敏之、上田清香 | 第1話を上映。トークショーを併催。               | [ 138 ]                                 |
| 8月6日                                        | FIA-F4選手権 Rd.3（SUPER GT 第4戦）        | 富士スピードウェイ       | 静岡県小山町   | 古屋亜南、小西克幸、河西健吾             | 第1話を上映。トークショーを併催。               | [ 139 ] [ 140 ]                         |
| 8月26日                                       | FIA-F4選手権 Rd.4（SUPER GT 第5戦）        | 鈴鹿サーキット           | 三重県鈴鹿市   | –                                        | 第1話を上映。                                   | [ 141 ]                                 |
| 9月16日                                       | 京都国際マンガ・アニメフェア               | 京都市勧業館             | 京都府京都市   | 古屋亜南、小西克幸、河西健吾、あおきえい | 第1話を上映。トークショーを併催。               | [ 142 ] [ 143 ] [ 144 ]                 |
| 9月16日                                       | FIA-F4選手権 Rd.5（SUPER GT 第6戦）        | スポーツランドSUGO       | 宮城県菅生     | –                                        | 第1話を上映。                                   | [ 145 ]                                 |
| 10月8日※                                      | ごてんばの日記念式典・イベント             | 御殿場市民会館 大ホール  | 静岡県御殿場市 | 古屋亜南、河西健吾、上田麗奈、あおきえい | 第1話と第2話を上映。トークショーを併催。        | [ 146 ] [ 147 ]                         |
| 10月16日※                                     | FIA-F4選手権 Rd.6（SUPER GT 第7戦）        | オートポリス             | 大分県日田市   | –                                        | 第1話を上映。                                   | [ 131 ]                                 |
| 10月29日※                                     | マチ★アソビ vol.27                         | ufotable CINEMA          | 徳島県徳島市   | 古屋亜南、小西克幸、あおきえい           | 第1話～第4話を上映。トークショーを併催。        | [ 148 ]                                 |
| 11月4日※                                      | FIA-F4選手権 Rd.7（SUPER GT 第8戦/最終戦） | モビリティリゾートもてぎ | 栃木県茂木町   | –                                        | 第1話を上映。                                   | [ 149 ]                                 |
| 11月11日※                                     | スーパー耐久 第7戦/最終戦                  | 富士スピードウェイ       | 静岡県小山町   | –                                        | 第1話～第5話を上映。                            | [ 150 ]                                 |
| ※印は第1話放送開始（10月1日）よりも後の開催。 |                                            |                          |                |                                          |                                                 |                                         |

### 時系列
制作開始から放送終了までの公表されている時系列は下記の通り。
2017年11月に開催されたこの年のFIA-F4選手権の最終戦（Rd.7）で、最初の取材（ロケハン）が行われた。ロケハンに参加したスタッフはこの時がF4初観戦で、この時点では、シリーズ構成もプロットも何もなかった。その後、サーキットやレース関連会社への取材が3年以上に渡って続けられた。
| 年     | 月日     | 出来事                               | 場所               | 内容 | 出典                    |
| ------ | -------- | ------------------------------------ | ------------------ | --- | ----------------------- |
| 2017年 | 11月11日 | ロケハン・ツインリンクもてぎ (1回目) | 栃木県芳賀郡茂木町 | FIA-F4 Rd.7/最終Rd.（→#F4の取材） | [ 151 ]                 |
| 2020年 | 11月28日 | ロケハン・富士スピードウェイ (1回目) | 静岡県小山町       | FIA-F4 Rd.4/最終Rd. | [ 152 ]                 |
| 2020年 | 11月29日 | ロケハン・御殿場市街 (1回目)         | 静岡県御殿場市     | 主人公たちの住んでいる街の様子を探るための取材。商店街周辺のほか、小牧モータースのモデルとなる整備工場探しも行われた。                  | [ 61 ]                  |
| 2020年 | 12月11日 | ロケハン・野口商会                   | 埼玉県秩父市       | 元JAF-F4レーサーの岸剛之への取材。 | [ 64 ]                  |
| 2021年 | 6月3日   | ロケハン・富士スピードウェイ (2回目) | 静岡県小山町       | 富士スピードウェイの協力による取材。 | [ 153 ]                 |
| 2021年 | 7月14日  | ロケハン・KADOKAWA                   | 埼玉県所沢市など   | KADOKAWAにより、ところざわサクラタウンや、都内の富士見の自社ビルなど関連施設の撮影が行われた。撮影は、以降も数回に渡って行われた。      | [ 65 ]                  |
| 2021年 | 7月16日  | ロケハン・ツインリンクもてぎ (2回目) | 栃木県芳賀郡茂木町 | FIA-F4 Rd.3 - コース内の取材、OTGモータースポーツ、伊藤黎明への取材など。この時点では作品の脚本があり、それに沿ったロケハンが行われた。 | [ 154 ] [ 155 ]         |
| 2021年 | 10月4日  | ロケハン・鬼頭モータース             | 静岡県御殿場市     | 社屋の取材が行われた。 | [ 156 ]                 |
| 2021年 | 10月4日  | ロケハン・富士スピードウェイ (3回目) | 静岡県小山町       | 自動車やオートバイにカメラを取り付け、コースを周回する形での撮影が行われた。                                                            | [ 104 ]                 |
| 2021年 | 10月14日 | ロケハン・童夢                       | 滋賀県米原市       | 童夢・F110の取材のほか、同社の風洞実験施設である風流舎の取材も行われた。                                                                | [ 157 ]                 |
| 2021年 | 10月27日 | ロケハン・御殿場市街 (2回目)         | 静岡県御殿場市     | 第2話の絵コンテを元に、モデルとなる場所の撮影が行われた。                                                                               | [ 158 ]                 |
| 2021年 | 11月18日 | ロケハン・トムス                     | 静岡県御殿場市     | F4車両に搭載されているトムスエンジン関連の取材が行われた。                                                                              | [ 159 ]                 |
| 2021年 | 11月27日 | ロケハン・富士スピードウェイ         | 静岡県小山町       | FIA-F4 Rd.6/最終Rd. | [ 160 ]                 |
| 2021年 | 11月28日 | ロケハン・富士スピードウェイ         | 静岡県小山町       | FIA-F4 Rd.6/最終Rd. | [ 160 ]                 |
| 2022年 | 3月28日  | ロケハン・富士スピードウェイ (4回目) | 静岡県小山町       | FIA-F4の練習日。音響スタッフが同行し、エンジン音の収録が行われた。                                                                      | [ 161 ]                 |
| 2022年 | 5月3日   | ロケハン・富士スピードウェイ (5回目) | 静岡県小山町       | FIA-F4 Rd.1 | [ 162 ]                 |
| 2022年 | 5月9日   | ロケハン・鈴鹿サーキット (1回目)     | 三重県鈴鹿市       | 途中から雨が降り、第6話のために欲しい状況でロケハンができたという。                                                                     | [ 163 ] [ 164 ]         |
| 2022年 | 11月15日 | ロケハン・大船渡市                   | 岩手県大船渡市     | 1泊2日の強行軍のロケハンとなったため、2班に分けて取材が行われた。                                                                       | [ 71 ] [ 165 ]          |
| 2023年 | 1月      | 第1話アフレコ                        | –                  | 主演の古屋について、第1話の音声収録が行われる。                                                                                         | [ 166 ]                 |
| 2023年 | 1月20日  | 制作発表会                           | –                  | 制作中であることが公になる。キャスト解禁、ティザーPVとティーザービジュアルが公開される。（#プロモーションの開始）                       | [ 167 ] [ 1 ]           |
| 2023年 | 3月25日  | 告知・追加キャスト                   | –                  | 追加キャストとキャラクタービジュアルが公開される。                                                                                      | [ 31 ]                  |
| 2023年 | 5月3日   | ロケハン・富士スピードウェイ (6回目) | 静岡県小山町       | FIA-F4 Rd.1 | [ 168 ]                 |
| 2023年 | 5月3日   | 初上映・富士スピードウェイ           | 静岡県小山町       | 富士スピードウェイにて、第1話が世界初上映される。以降、先行上映が各地で行われる。（→#上映会）                                           | [ 135 ] [ 137 ] [ 21 ]  |
| 2023年 | 5月3日   | 告知・放送開始時期                   | –                  | 放送開始が10月となることが告知される | [ 136 ]                 |
| 2023年 | 8月27日  | 告知・OP歌手                         | –                  | オープニング曲を叶が担当することが発表される。第2弾PVとキービジュアルが公開される。                                                     | [ 169 ]                 |
| 2023年 | 9月16日  | 告知・ED歌手                         | –                  | エンディング曲を畠中祐が担当することが発表される。第3弾PVが公開される。                                                                 | [ 170 ]                 |
| 2023年 | 10月1日  | 本放送開始                           | –                  | 第1話放送。 |                         |
| 2023年 | 11月11日 | 展示・富士スピードウェイ             | 静岡県小山町       | 富士スピードウェイにて、ラッピングF4車両、原画の展示が始まる。インフォメーションセンターに大型広告が掲出される。（終了時期未定）        | [ 129 ] [ 130 ] [ 171 ] |
| 2023年 | 12月17日 | 本放送終了                           | –                  | 最終話放送（全12話）。 |                         |

## 反響・評価

### レース関係者からの評価
車両とサーキットの再現（→#F4の再現）については、2023年1月の初報の時点で「非常にリアリティあふれる絵が作られている」とレース専門メディアから高く評価されている。音響面でも、F4車両が搭載するトムス・TZR42エンジンのエンジン音などが忠実に再現されていることが、レース関係者からたびたび賞賛されている。
放送開始後、脚本についても、作品中でFIA-F4の関連用語（→#F4関連用語）が非常にわかりやすく、かつ、さりげなくちりばめられている点について、TROYCAが元々モータースポーツを知らなかったからこそ、『FIA-F4とは何か』をうまく説明していると評価されている。

### その他の反応
- 堂本光一は、自身のラジオ番組の中でリスナーからの手紙に答える形で、本作を視聴したことはないものの、実写ドラマ化されるようであれば出演したいと述べた[172]。

## 楽曲

### 主題歌

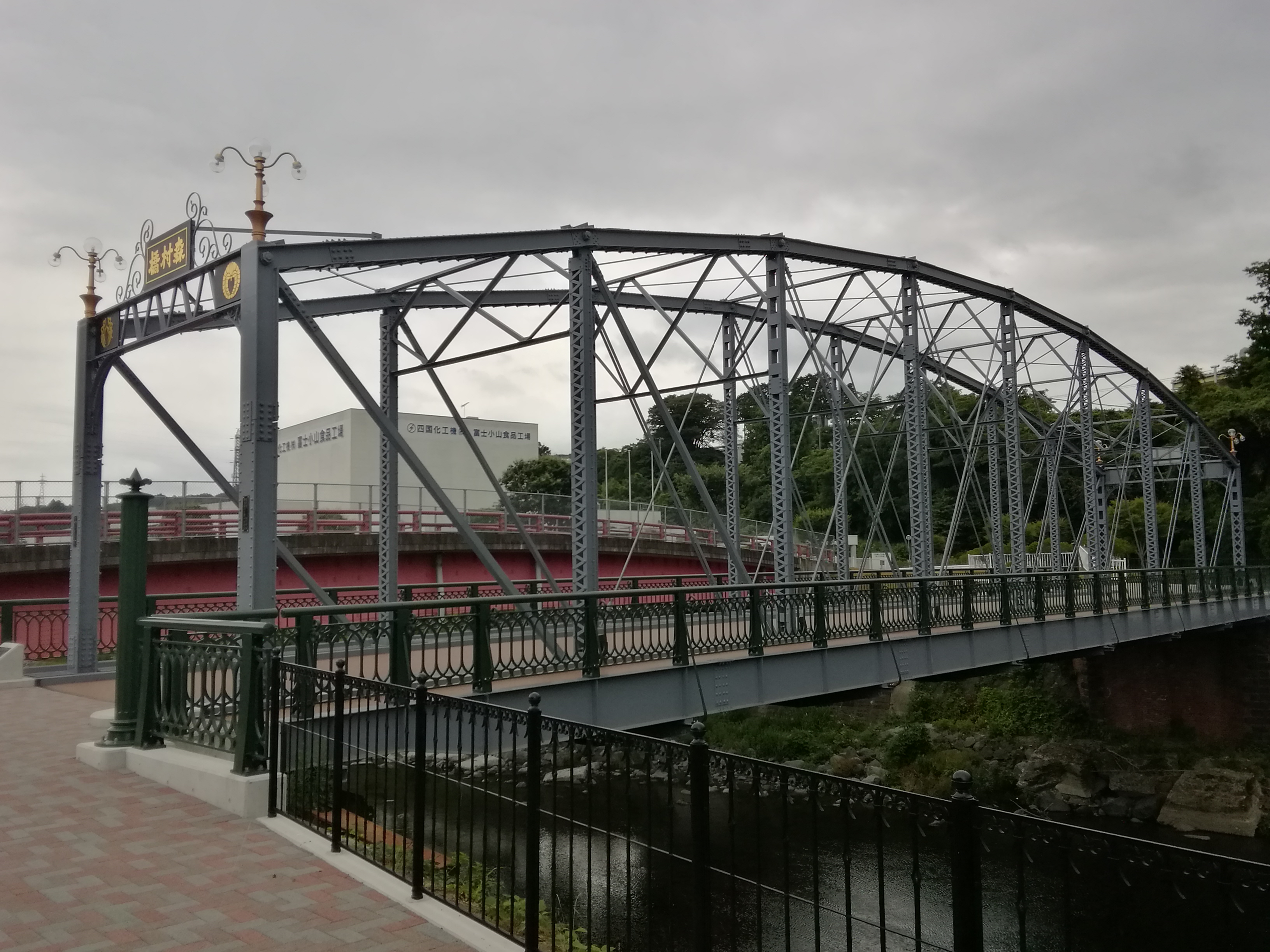
オープニング映像に登場する森村橋（静岡県小山町）

「Tailwind」
叶によるオープニング主題歌。作詞はhotaru、作曲・編曲はeba。
第1話と最終話（第12話）ではエンディングに使用されている。第9話では使用されない。
オープニング映像は第2話から使用され、監督のあおきえいが絵コンテを自ら手掛けた。あおきが最初に思いついたのは最初のカットと最後のカットで、最初のカットは青空に描かれた一本の飛行機雲をF4の車で追いかける悠、最後のカットは、最初のカットの裏返しで、青い海の上の一本道を走る悠となっている。最初のカットの「飛行機雲」は憧れを象徴し、最初のカットではそれを目指し、最後のカットでは自らがその姿になる、というイメージになっている。
これまでの作品と同様、映像に水面と鏡面反射という表現（ウユニ塩湖）を出すか、あおきは悩んだが、最初のカットの水面という形で取り入れている。
「グッドラック」
畠中祐によるエンディング主題歌。作詞はyumeiroecho、作曲・編曲はイケガミキヨシ。
第1話、第9話、最終話（第12話）では使用されない。
エンディングの映像をキャラクター原案の志村貴子に依頼するというのはプロデューサーの長野の案で、あおきには『アルドノア・ゼロ』のスペシャルED（第23話。志村の絵を使用している）が念頭にあった。

### サウンドトラック
| #         | タイトル                                | 作詞        | 作曲           | 時間  |
| --------- | --------------------------------------- | ----------- | -------------- | ----- |
| 1.        | 「サーキットの輝き」                    | -           | うたたね歌菜   | 2:21  |
| 2.        | 「オーバーテイク！」                    | -           | うたたね歌菜   | 1:43  |
| 3.        | 「お互いの空」                          | -           | うたたね歌菜   | 1:48  |
| 4.        | 「レース会場」                          | -           | うたたね歌菜   | 1:45  |
| 5.        | 「孝哉のトラウマ」                      | -           | うたたね歌菜   | 1:52  |
| 6.        | 「ベルソリーゾ」                        | -           | うたたね歌菜   | 1:37  |
| 7.        | 「笑生教典」                            | -           | うたたね歌菜   | 2:11  |
| 8.        | 「笑生教典 - Acoustic Guitar Ver.」     | -           | うたたね歌菜   | 2:09  |
| 9.        | 「優しい風の中で」                      | -           | うたたね歌菜   | 1:39  |
| 10.       | 「徳丸俊軌」                            | -           | うたたね歌菜   | 1:43  |
| 11.       | 「不適な指摘」                          | -           | うたたね歌菜   | 1:49  |
| 12.       | 「影の中で」                            | -           | うたたね歌菜   | 1:47  |
| 13.       | 「表彰台の夢」                          | -           | うたたね歌菜   | 2:02  |
| 14.       | 「F4へようこそ！」                      | -           | うたたね歌菜   | 1:51  |
| 15.       | 「エンジンの轟音」                      | -           | うたたね歌菜   | 2:37  |
| 16.       | 「語られない感情」                      | -           | うたたね歌菜   | 1:50  |
| 17.       | 「自由気まま」                          | -           | うたたね歌菜   | 1:43  |
| 18.       | 「悠の過去」                            | -           | うたたね歌菜   | 1:40  |
| 19.       | 「意気揚々」                            | -           | うたたね歌菜   | 1:42  |
| 20.       | 「Tailwind - Acoustic Guitar Ver.」     | -           | eba            | 2:01  |
| 21.       | 「やる気満々」                          | -           | うたたね歌菜   | 1:39  |
| 22.       | 「行動開始」                            | -           | うたたね歌菜   | 1:37  |
| 23.       | 「ヒーローの証」                        | -           | うたたね歌菜   | 1:51  |
| 24.       | 「困ったな」                            | -           | うたたね歌菜   | 1:40  |
| 25.       | 「長いため息」                          | -           | うたたね歌菜   | 1:46  |
| 26.       | 「フラストレーション」                  | -           | うたたね歌菜   | 1:40  |
| 27.       | 「レーススタート」                      | -           | うたたね歌菜   | 1:51  |
| 28.       | 「トラックのスリル」                    | -           | うたたね歌菜   | 2:02  |
| 29.       | 「小牧モータース」                      | -           | うたたね歌菜   | 1:41  |
| 30.       | 「春永早月」                            | -           | うたたね歌菜   | 1:45  |
| 31.       | 「一枚の写真」                          | -           | うたたね歌菜   | 2:00  |
| 32.       | 「グッドラック - Piano Ver.」           | -           | イケガミキヨシ | 1:58  |
| 33.       | 「父さんへ」                            | -           | うたたね歌菜   | 1:51  |
| 34.       | 「父さんへ - C-Dur」                    | -           | うたたね歌菜   | 1:49  |
| 35.       | 「父さんへ - Piano Ver.」               | -           | うたたね歌菜   | 1:50  |
| 36.       | 「ピット上の思考」                      | -           | うたたね歌菜   | 1:52  |
| 37.       | 「スターティングライン」                | -           | うたたね歌菜   | 1:35  |
| 38.       | 「中盤を超えてからはエグい」            | -           | うたたね歌菜   | 1:48  |
| 39.       | 「小牧モータースでやっていく」          | -           | うたたね歌菜   | 3:08  |
| 40.       | 「ファーストドライバーの苦悩」          | -           | うたたね歌菜   | 1:42  |
| 41.       | 「レインタイヤ」                        | -           | うたたね歌菜   | 1:54  |
| 42.       | 「チェッカーフラッグの夢」              | -           | うたたね歌菜   | 1:41  |
| 43.       | 「緊張感の中で」                        | -           | うたたね歌菜   | 1:38  |
| 44.       | 「レース・デイ・リラックス」            | -           | うたたね歌菜   | 1:39  |
| 45.       | 「敗北の涙」                            | -           | うたたね歌菜   | 1:52  |
| 46.       | 「サーキットでの戦い」                  | -           | うたたね歌菜   | 1:37  |
| 47.       | 「Tailwind (Anime Size) / 叶」          | hotaru      | eba            | 1:32  |
| 48.       | 「グッドラック (Anime Size) / 畠中 祐」 | yumeiroecho | イケガミキヨシ | 1:32  |
| 合計時間: | 合計時間:                               | 合計時間:   | 合計時間:      | 88:20 |

## 各話リスト
各話のサブタイトルはシリーズ構成の関根アユミが原則的に決めていて、話によっては監督のあおきえいが案を出した。
| 話数 | タイトル                                            | 脚本                              | 絵コンテ                   | 演出                         | 作画監督                                                                                              | 総作画監督      | 初放送日       |
| --- | --------------------------------------------------- | --------------------------------- | -------------------------- | ---------------------------- | --- | --------------- | -------------- |
| Rd.01 | 走る男 I don't need to be cheered on.               | 関根アユミ                        | あおきえい                 | あおきえい 渡部周            | 松本昌子                                                                                              | –               | 2023年 10月1日 |
| あらすじ: 人間を撮れないというスランプを抱えるフォトグラファー、眞賀孝哉は、ある日、SUPER GTの取材で富士スピードウェイを訪れる。そこで、成り行きからサポートレースのフォーミュラ4（F4）という自動車レースを知り、弱小チーム「小牧モータース」のドライバー、浅雛悠と出会う。「頑張ってね。応援してる」と声を掛ける孝哉に、「応援なんていらない」と言い放つ悠。冷めた言葉とは裏腹に、レースが始まると、悠は果敢な追い上げを見せ、その姿に孝哉はそれまで忘れていた「がんばり方」を思い出し、胸を熱くする。上位勢に迫った悠だったが、3番手に浮上すべくオーバーテイクを仕掛けた瞬間、予期せぬタイヤのバースト（破裂）に見舞われ、リタイアに終わってしまう。レース終了後、人知れず涙して悔しがる悠を見た孝哉は思わずカメラを向け、それまで人間相手には動かなかった指はシャッターボタンを押し、その姿を撮影する。何かを掴んだ孝哉は、小牧モータースのスポンサーになりたいと申し出るのだった。製作・制作: この第1話では、エンディング曲の90秒がないことに加え（OP曲をエンドクレジットに使用）、CMを特別に90秒削っており、他の話よりも本編が180秒長くなっている。大筋としては孝哉がF4に出会う話で、孝哉の視点で話が進む。盛り込む要素が多く、孝哉がF4と出会う話、孝哉の背景、F4の説明、小牧モータースとベルソリーゾの説明、各キャラクターのフック、決勝レース、という要素を全て1話に詰め込むことに苦労があったと監督のあおきは述べている。孝哉が昼近くにサーキットに着き、SUPER GTの練習走行を撮影し、その後でF4の決勝が始まるという一連の流れは、実際のSUPER GTのタイムスケジュールに沿うように構成されている。孝哉が叫ぶコーナーは当初はコカコーラコーナー（3コーナー）を計画していたが、ロケハンにより、ダンロップシケインに変更された。主演の古屋は本作が初主演かつ初メインキャラということで第1話のアフレコにかなり緊張から力んで臨んでいたが、結果としてそれは第1話の悠の孤高な感じに合っていたと監督のあおきは述べている。 |                                                     |                                   |                            |                              | |                 |                |
| Rd.02 | ノリと勢い Told ya, roller coaster.                 | 関根アユミ                        | 加藤誠 あおきえい 江副仁美 | 加藤誠                       | 池田博昭 鈴木勇 村山未菜美                                                                            | 松本昌子 奥田淳 | 10月8日        |
| あらすじ: スポンサーになりたいと申し出た孝哉だったが、F4にかかる費用は孝哉の想像よりはるかに高額だった。そんな折、孝哉にF4のトップチームであるベルソリーゾを取材する機会が舞い込み、オーナーの笑生教典は孝哉に自身のレーシングチームの運営について話して聞かせる。笑生の話に刺激を受けた孝哉は、御殿場市内の店舗を回り、小牧モータースのスポンサーになるよう売り込みを始める。孝哉の申し出を初めは冷ややかに受け取っていた悠も、ノリと勢いで行動する孝哉に次第に感化されていく。同じ頃、孝哉の依頼主である雪平冴子は孝哉が撮影した悠の写真に興味を示す。製作・制作: 第2話の中で出てくるF4にかかる費用などの数字は、脚本と絵コンテの各工程で、GTAによる助言と監修を受けている。2話で話の転換点となっている孝哉が冴子と電話するシーンで、背景の標識は最初は「止まれ」となっており、通話中に移動し、最後に孝哉がやる気になるカットでは背景に「出口」の文字があり、これは意図的に演出されている。スポーツランドSUGOがわずかに登場するが、ロケハンは行っておらず、レースシーンなどは同サーキットから提供を受けた資料を基に制作されている。第2話では御殿場市内の店舗などが多数出てくるが、ロケの時点で御殿場市との協力関係があったわけではなかった。悠が事務所に帰宅するシーンは第2話の中で3回あり、3回目に誰もいない事務所の場面では音響の演出が異なる。 |                                                     |                                   |                            |                              | |                 |                |
| Rd.03 | 表彰台まで何キロメートル？ Why?                     | 関根アユミ                        | 羽迫凱 あおきえい          | 羽迫凱                       | 加藤里香 池田博昭 小川真由美 鈴木勇 奥田淳 丸岡功治                                                   | 松本昌子        | 10月15日       |
| あらすじ: 冴子の紹介で小牧モータースにスポンサーが付くことになり、練習走行を増やせるようになった悠は調子を上げ、チームには順風が吹き始める。一方、ベルソリーゾでは、ファーストドライバーの春永早月が予選で不調で、早月を上回り2番手スタートを獲得した徳丸俊軌は、自分が優勝を狙いに行きたいと笑生に希望する。笑生は約30分のレースの最初の20分間だけ早月をリードすることを許可し、その間に1位を奪えないようならポジションを早月に譲れと徳丸に命じる。徳丸は決勝レースで早月をスリップストリームでサポートしつつリードを保つが、レースは徐々に早月に有利な展開となる。レース終盤、早月にポジションを譲るようチームオーダーを出される中、ポジションを守ろうと無理をした徳丸は、ついにはコースアウトを喫し、悠にもオーバーテイクされてしまう。レース後、孝哉は悠が自己最高の4位完走を果たしたことを喜び、悠はいつか表彰台に上がることが自分の走る理由だと語る。ベルソリーゾでは、早月が優勝した一方、不本意な結果に終わった徳丸は「なんでだ」と怒りに身を震わせる。 |                                                     |                                   |                            |                              | |                 |                |
| Rd.04 | 過去と後悔 His good points? Don't ask me.           | 関根アユミ                        | 北村翔太郎                 | 北村翔太郎                   | 鈴木勇 奥田淳 岡崎洋美 藤中有里 村山未菜美                                                            | 松本昌子        | 10月22日       |
| あらすじ: 小牧モータースのスポンサーとなった三日月飲料により、悠を起用したCMのお披露目が行われ、自分の泣き顔を写した写真が使われていることを知った悠は撮影した孝哉に腹を立てる。しばらく後、新たな広告写真を撮影するにあたり、悠の撮影を急に依頼された孝哉は、やんわり断り続ける内、不意に激昂し、その場を去ってしまう。普段とは違う孝哉の様子に戸惑う悠に、冴子はかつて孝哉と夫婦だったことを明かし、孝哉が12年前に東北で起きた地震で撮影した写真が元でバッシングを受け、そのトラウマから、人物を撮影できなくなっているようだと教える。そのことを知った悠は、孝哉を父親の墓参りに誘い、かつてレーシングドライバーだった父・浅雛澄が雨のレースで事故死したということを明かし、自分が「応援は要らない」と考えるに至った思いを語る。悠は「自分が表彰台に立つ時は孝哉が写真を撮る。その写真を見せに来る」と父の墓前で述べ、孝哉も悠が表彰台に立った姿を撮影することを誓う。 |                                                     |                                   |                            |                              | |                 |                |
| Rd.05 | 炎のランナー It's just luck.                        | 関根アユミ あおきえい             | 藍崎灯 志賀翔子 あおきえい | 志賀翔子                     | 牧野竜一 奥田淳 池田博昭 加藤里香 森下智恵 明光                                                       | 松本昌子        | 10月29日       |
| あらすじ: 小山町主催のマラソン大会の話がF4チームに舞い込む。悠はこの話に乗り気で、周囲からは意外に思われつつ参加する。ベルソリーゾの早月、徳丸とトップを走ることになった悠は、徳丸が過去に自分と同じく仕事をしながらレースをしていたことや、早月がジェームス・ハントに憧れ、ハントと同様「運」を引き寄せるために明るく振舞っているということを知る。3人の争いはゴールが設けられた富士スピードウェイまでもつれ、レース終盤、悠は靴が壊れる不運に見舞われるが、追い上げを見せ、悠、早月、徳丸はデッドヒートの末、同着1位となる。ゴール後、悠はいつも世話になっている小牧太に賞品を渡すために参加していたのだと打ち明け、感激した太は悠を抱きしめ、その姿を孝哉は写真に収める。製作・制作: キャラクターの掘り下げ回。マラソン大会にすることはシリーズ構成の段階で決まった。大人数が参加する回で、作画の枚数はシリーズ中でも最も多くなったため、（走者の足をなるべく見せないなどして）作画カロリーを軽くすることに気が配られた。途中で差し込まれる実写のさくら棒の1カットは、元々は仮素材として入れられていたものだったが、作画するより面白いということでそのまま使われた。最後に孝哉が靴を投げるシーンは、最初は投げ込まれた靴を悠が履くという流れになる予定だったが、履かずに蹴飛ばすという形に変わった。 |                                                     |                                   |                            |                              | |                 |                |
| Rd.06 | 鈴鹿、雨 I don't want you race.                     | 関根アユミ                        | 林宏樹                     | 渡部周                       | 鈴木勇 岡崎洋美 村山未菜美 丸岡功治 藤中有里 加藤里香 明光 黒田直寿 小川真由美                        | 松本昌子        | 11月5日        |
| あらすじ: マラソン大会で撮った一枚以来、孝哉はスランプを脱し、人物写真を撮影できるようになっていた。そんな中、鈴鹿サーキットにおける大会が始まり、悠は予選でベストグリッドとなる4番手を獲得する。レース開始前、雨が降り出す中、トップに食らいつくためスリックタイヤで走ると言う悠に、悠の父親の死亡事故と過去の自分が頭をよぎった孝哉は反対し、口論となる。悠はスリックタイヤで走ることを決断し、レースが始まると予選と同様の好調さを見せ、同じくスリックタイヤのベルソリーゾの二人に食らいつく。しかし、天候は、一時の晴れ間から一転して、雨が急激に強まり、スリックタイヤには危険なコンディションとなる。悠は熱くなってレースを進めようとするが、孝哉の言葉と父のことを思い出したことで冷静さを取り戻し、リタイアを選択する。ベルソリーゾの二人はスリックタイヤでレースをリードしていたが、周回遅れの車を抜こうとした早月はささいな判断ミスから前の車にクラッシュしてしまい、停車した早月の車は高速で走ってきた別の車に横から衝突されてしまう。その大クラッシュは、悠の無事に安心した矢先の孝哉の目の前で起こり、コクピットの中で動かない早月の様子に孝哉はトラウマの原因となったかつて見た光景を重ねる。製作・制作: 作品中で事故が起きる話であるため、舞台となる鈴鹿サーキットでは脚本を渡した上で取材を行い、制作過程に入った後も、絵コンテも見せ、ストーリーの上で必要な事故だということへの理解を得るようにしつつ制作が進められた。天候が変化するレースであるため、鈴鹿サーキットの3D CGと撮影のエフェクトは路面の濡れ方や天候に応じて数パターン作成されている。そのため、カットごとの天候の状況表も作られた。早月の事故が起きるまでのレースの推移のアイデアは笠原直徒が出し、それを絵コンテに反映している。早月の事故は、視聴者がハっとするよう演出されており、早月の35号車に横からぶつかる車（68号車）が真っ白な空間からふわっと浮き出てくるよう意図的に調整されている。 |                                                     |                                   |                            |                              | |                 |                |
| Rd.07 | 露出アンダー What I really feel...                  | 関根アユミ                        | 羽迫凱 あおきえい 栗山貴之 | 栗山貴之                     | 池田博昭 岡崎洋美 藤中有里 丸岡功治 黒田直寿 明光                                                     | 松本昌子        | 11月12日       |
| あらすじ: 孝哉が12年前の震災の時にバッシングを受けていた写真家「雪平孝哉」であることを知った三日月飲料は、小牧モータースのスポンサーから降りてしまう。前回のレース後、早月の怪我を心配しつつ踏み出せずにいた亜梨子は、錮太郎に後押しされ、早月の見舞いに行くことを決意する。骨折して入院生活を送る早月は見舞いに訪れたファンたちや亜梨子の前で事故以前と同様に明るく振舞うが、「僕の運も尽きたな」と亜梨子に冗談めかして自嘲しつつ、穏やかではない胸の内を見せる。その頃、早月の負傷欠場によりベルソリーゾのファーストドライバーとなった徳丸は初優勝を遂げるが、エース不在で得た勝利は徳丸にとっても苦いものとなり、笑生に対してはセカンドドライバーの実力不足を訴える。悠はスポンサーを失ったことで練習走行を満足に行うことはできなくなっていたものの、徳丸が優勝したそのレースで力走を見せ、その走りは笑生の目に留まる。その悠にとっては、スポンサーを失ったことよりも、前のレース以降、姿を見せなくなっていた孝哉のことが気がかりだった。考えあぐねた挙句、悠は孝哉の部屋を訪ねるが、そこに彼の姿はなかった。製作・制作: 早月の「全治3か月」という症状と第8話以降のリハビリは服部尚貴への取材を基にしており、服部の骨折事故（1999年マイアミグランプリ）の経験等が参考にされている。 |                                                     |                                   |                            |                              | |                 |                |
| Rd.08 | 同じ穴のムジナたち Y’know what makes a fast driver? | 高山カツヒコ                      | 林宏樹                     | 玉川陽莉                     | 加藤里香 鈴木勇 村山未菜美 キム・ジョンウ パク・スノク ペク・ヨンジュ イ・スンヒ                      | 松本昌子        | 11月19日       |
| あらすじ: 孝哉が行方知らずとなった矢先、悠はセカンドドライバーを求めていたベルソリーゾに誘われる。小牧モータースの太からも後押しされ、悠はベルソリーゾのテストに参加し、その才能を笑生からも高く評価される。その頃、復帰を焦って無理なリハビリをしようとしていた早月は、避けようのなかった不運な事故から不屈の努力と実力で立ち直ったニキ・ラウダの話を必死に語る亜梨子の言葉に心打たれ、自身が目指すべきは憧れていたハントではなく、ラウダだということに気づく。その間もテストを進めていたベルソリーゾでは徳丸に変化があり、徳丸はテストを共に重ねる内に悠の資質を認め、良好な関係を作ろうと努めるようになっていた。しかし、徳丸はテスト走行中に悠の走りにプレッシャーを受けてミスをしてしまい、そのことを誤魔化すため、「考えなしに走らず、相手のことを考えろ」と罵声を浴びせてしまう。徳丸は自身が放った理不尽な言葉に自己嫌悪に陥るとともに、同様のプレッシャーに耐え続けていた早月のすごさと自分の至らなさを思い知る。他方、悠にとっては徳丸の言葉は思い当たるものがあり、孝哉が行方知らずとなった原因は自身の行動にあったのではないかと考える。製作・制作: この話の脚本を担当した高山は、「ミス」というモチーフをバインダーにして全員を糊付けした群像劇構造にしていると述べている。あおきは、この話は各キャラクターの行動と心の底の思いが違うということがわかるようにしていると述べている。徳丸は脚本の段階では悠を利用しようという面が強く出ていて、実際に放送されたものよりも嫌な奴だったが、絵コンテで「理屈では悠がチームに来たほうがいいとわかっているが、心根では恨みを忘れていない」という形に描写が変更され、悠と良好な関係を築こうと不器用に振舞う姿が描かれ、結果としてファニーな一面が出たとあおきは述べている。太と錮太郎の「雑なコンピュータに繊細なコンピュータつないじゃってまあ」というやり取りはあおきが書いた。 |                                                     |                                   |                            |                              | |                 |                |
| Rd.09 | 厄災の日 What really happened?                      | 関根アユミ あおきえい [ 注釈 70 ] | 加藤誠                     | 加藤誠                       | 奥田淳 牧野竜一 松本昌子                                                                              | 松本昌子        | 11月26日       |
| あらすじ: 岩手県大船渡市で、悠は孝哉と再会する。ここで用事があるのだと言う孝哉に付き合うことにした悠は、孝哉が人を撮れなくなった理由を尋ねる。孝哉は過去にこの町に滞在して現地の人たちと親しくなったこと、12年前の震災ではこの町で被災し、その際に知り合いの少女・二本松ももを救えず、そのことがトラウマとなり人物写真を撮れなくなったのだということ、そして、その時の写真を世に公開した理由を悠に明かす。孝哉がこの町を再び訪れたのは、その少女の祖父・二本松正三が余命いくばくもないと聞き、面会するためだった。面会を許された孝哉は、死の床の正三からかつて孝哉とももと撮った写真を見せられ、「これからも一杯撮れ」と声をかけられ涙する。正三の葬儀を終えた孝哉は悠と共に東北を後にする。製作・制作: 震災を扱うことにした経緯については「#震災の扱いについて」を参照。死者340人、行方不明者79人という具体的な数字が出てくるが、これはアフレコの直前まで大船渡市から最新情報を得て反映している。メインキャラは悠と孝哉のみで、内容も普段とは異なるため、アフレコも他の回とは雰囲気が違っていたという。絵コンテと演出については監督のあおきが手掛けるべきところだと考えられていたものの、あおきに時間的な余裕がなかったため加藤誠が起用され、ロケハンには加藤も参加した。ゴーカートについては脚本に元々あったため現地になければ創作することも考えていたが、ロケハン時に丁度いい施設（大船渡D-ZONE）を見つけたためそのまま使用したという。エンディングでBGMが場面に合わせて転調するのは、あおきが仮に編曲して音響に編曲を依頼して映像に合うようタイミングを調整した。通常のOP曲とED曲はなく、第1話と同じくCMを削っているため、他の話数よりも本編の時間が長い。 |                                                     |                                   |                            |                              | |                 |                |
| Rd.10 | ネバー・セイ・ネバー It's gonna be a long race.     | 高山カツヒコ                      | 別所誠人                   | 別所誠人                     | 松本昌子 鈴木勇 加藤里香 猪股雅美 黒田直寿 藤中有里 池田博昭 岡崎洋美 丸岡功治 明光                   | 松本昌子        | 12月3日        |
| あらすじ: 東北から帰ってきた悠は、ベルソリーゾへの移籍話は断ったことと、小牧モータースで自分の力で表彰台に上がりたいのだということを太と錮太郎に告げ、チームは改めて結束を固める。孝哉は表彰台に立つ悠の姿を人物写真の最初の一枚にすると決意するが、人間を撮れるのか相変わらず不安を残していた。悠に加入を断られたベルソリーゾでは、徳丸の調子がいまひとつ上がらず、笑生も気を揉む。鈴鹿サーキットで開催された次のレースで、予選で渋滞に巻き込まれた悠は14番手に沈む。ポールポジションを獲得した徳丸は先頭に立つことに未だ慣れないこともあってチームメイトの結谷を先行させてレースを進めるが、結谷のペースが見込みよりも遅く苛立つ。その間に悠はテクニカルな鈴鹿サーキットの各コーナーを攻め、トップとの差を詰めていく。病室でその様子を画面越しに見つめる早月は徳丸の焦りを感じ取る。2番手まで順位を上げた悠は首位の徳丸を追い詰めるが、タイヤが限界を迎えたことで失速し、後続にも追い抜かされ表彰台圏外でレースを終える。観客席の孝哉は悠が表彰台を逃したことに密かに安堵する。製作・制作: 最後の3話については全てレースがあるが、これは当初の予定にはないことだった。この第10話では初めてレース中に悠の長尺のモノローグがある。悠のスタート順位は、当初は17位とする予定だったが、2位まで追い上げるには後ろすぎるということで、14位に変更された。徳丸が結谷の遅さに苛立つシーンでポンチ絵にする演出は演出の別所誠人による。悠が各周のヘアピンで前走車をオーバーテイクする場面は2010年日本グランプリで小林可夢偉が演じた劇的なオーバーテイクショーを参考にしている。 |                                                     |                                   |                            |                              | |                 |                |
| Rd.11 | ホップ→ステップ→ Godspeed! Psych!                   | 高山カツヒコ                      | 林宏樹                     | 林宏樹                       | 松本昌子 奥田淳 鈴木勇 池田博昭 猪股雅美 加藤里香 丸岡功治 岡崎洋美 黒田直寿 小川真由美 藤中有里 明光 | 松本昌子        | 12月10日       |
| あらすじ: 小牧モータースは前戦でタイヤの寿命が尽きた原因は新しいセッティングを予選でチェックするほかなく、タイヤを酷使してしまったことにあると分析し、錮太郎は練習走行を満足にできるだけの予算がないことを嘆く。そんな時、以前に孝哉が営業して回った御殿場の店主たちから小牧モータースのスポンサーになりたいという申し出があり、資金提供を受けたことで悠たちは次の最終戦に向けて消耗品を一新してスポーツ走行日に練習走行をすることが可能となる。ベルソリーゾでは、退院した早月が練習走行に早速合流する。復帰早々から好タイムを記録した早月だったが、体調は万全とは程遠かった。しかし、ある決意により、ファーストドライバーを決める模擬レースを行うことを提案し、笑生もそれに賛同する。ベルソリーゾの4人によるレースが始まり、加賀山と結谷をあっさりオーバーテイクした早月は徳丸の後ろにぴったりつけて周回を進める。追う早月の心理を推し量って悩む内、トップを走る自分の敵は自分自身なのだということを徳丸は悟る。後ろを気にすることをやめた徳丸はレースに勝利し、同時に、早月が自分にそのことを教えるために後ろを走り続けていたのだと気づく。徳丸の吹っ切れた走りを見て、笑生は満足の笑みを浮かべる。小牧モータースもまた満足な練習走行を終え、それを叶えた応援してくれた人たちに悠は感謝を口にする。次のレースに向け、孝哉には冴子からF4特集の取材依頼が舞い込み、小牧モータースの士気は高まる。製作・制作: タイヤの重要性については（レースになじみのある視聴者からすると）シリーズ最初の話数で触れてもよかったと思える話で、その点は制作陣も認識していたものの、序盤からタイヤの話をするとモータースポーツについての知識がない視聴者が付いてこられなくなる恐れがあると判断して、シリーズ終盤のこのタイミングですることになったという。整備風景でブレーキフルードの交換を行うのは高山のアイデアだったが、F4車両でどう交換するのかわからなかったため、GTAから動画で資料提供を受けて再現が図られた。車体前部の内部構造を見せているが、車体内部は3D CGにはないため作画とのハイブリッドになっており、短い場面ながら手間を要したという。この話から小牧モータースの車両に貼られる商店街の名前については、KADOKAWAが募集をかけていずれも実在の店舗や会社・団体の名前が載っている。亜梨子について、この話では早月の前でも緊張して慌てふためく描写がなくなったため、錮太郎とのやり取りでコメディタッチの描写を残している。徳丸がチェッカーを見る時の表現は絵コンテの段階では決まっておらず、絵コンテと演出を担当した林のアイデアでストロボ演出が使われた。 |                                                     |                                   |                            |                              | |                 |                |
| Rd.12 | オーバーテイク Do your best!                        | 関根アユミ あおきえい             | あおきえい                 | 渡部周 水野みのり あおきえい | 松本昌子 牧野竜一 奥田淳 猪股雅美 小川真由美 加藤里香 黒田直寿 藤中有里 丸岡功治 岡崎洋美 明光        | 松本昌子        | 12月17日       |
| あらすじ: 富士スピードウェイのレース日の朝、コースの下見中に悠と行き会った徳丸は以前の自分は自分に負けていたのだと認めてそれまでの暴言を詫び、それまで間にあったわだかまわりを解消した二人は早月を交えて語らい、レースに向けて穏やかに競争心を高める。最終戦の決勝レース前、悠は縁もゆかりもなかった自分を応援し続けた孝哉に感謝を伝え、最初に出会った時に掛けられた「頑張ってね。応援してる」という言葉を孝哉に掛ける。予選を理想的な形で終えた悠はレースを6番手からスタートし、早々に他車を抜き去り、徳丸、早月に次ぐ3番手まで順位を上げる。レース半ば、首位を走っていた徳丸は周回遅れに接触するアクシデントで上位争いからの脱落は不可避の状態となるが、リタイアする前に後ろの早月をスリップストリームで引っ張って援護し、後事を託す。その時、コースサイドでカメラを構える孝哉は普段にも増して不調で写真を全く撮れなくなっていたが、首位の早月を僅差で猛追する悠の姿に「がんばれ」と念じて応援する内に自分の中に大きな力が沸いてくることを感じる。レースを見守る人々が悠と早月にがんばれと声を送る中、ファイナルラップで悠は早月を捕らえ、オーバーテイクを成功させる。迷いの晴れた孝哉はトップでチェッカーを受けた悠の姿をファインダーに捉え、スランプを乗り越える。その後、表彰台で歓喜の涙を流す悠を写した写真は孝哉の部屋に飾られ、物語は幕を下ろす。製作・制作: 制作陣は最終話を意図的に第1話と似た構成にしており、第1話と構成は似ているが、キャラクターの感情やストーリーの流れは違うという形になっている。最終話はレースシーンのコンテの完成が遅れたため、アフレコは日常パート（スタート直前の錮太郎と亜梨子の会話まで）とそれ以降のレースパートで日を改めるという（テレビアニメの1話分としては）変則的な収録が行われた。レース中の「（徳丸の）車両が破損してなおかつフラッグが振られずレースは続行される」というシチュエーションは実際にFIA-F4であったシチュエーションを基にしている。早月と悠の攻防では、35秒間にわたってワンカットで展開される長回しのカットがある。このカットはUnreal Engineでサーキット全体を構築していたことで可能となった。応援のシーンは、御殿場の商店街の人たちがサーキットのグランドスタンドで応援するという形を考えていたが、あおきが絵コンテを描いている段階で不自然さを感じて変更した。この最終話は、アフレコが2回行われたほか、あおきの希望で、ダビングのやり直し（BGMの変更）というイレギュラーも制作時に発生した。                                                                                          |                                                     |                                   |                            |                              | |                 |                |

## 放送局
| 放送期間                 | 放送時間                     | 放送局         | 対象地域 | 備考                                            |
| ------------------------ | ---------------------------- | -------------- | -------- | ----------------------------------------------- |
| 2023年10月1日 - 12月17日 | 日曜 22:00 - 22:30           | AT-X           | 日本全域 | 製作参加 / CS放送 / 字幕放送 / リピート放送あり |
| 2023年10月2日 - 12月18日 | 月曜 0:30 - 1:00（日曜深夜） | TOKYO MX       | 東京都   |                                                 |
|                          | 月曜 1:00 - 1:30（日曜深夜） | サンテレビ     | 兵庫県   |                                                 |
|                          | 月曜 1:05 - 1:35（日曜深夜） | BS11           | 日本全域 | 製作参加 / BS放送 / 『ANIME+』枠                |
|                          | 月曜 1:35 - 2:05（日曜深夜） | テレビ愛知     | 愛知県   | 製作参加                                        |
| 2023年10月3日 - 12月19日 | 火曜 0:30 - 1:00（月曜深夜） | KBS京都        | 京都府   |                                                 |
|                          | 火曜 1:19 - 1:49（月曜深夜） | 静岡放送       | 静岡県   | 『スーパーアニメ6区』枠                         |
|                          | 火曜 1:25 - 1:55（月曜深夜） | 岩手朝日テレビ | 岩手県   |                                                 |

| 配信開始日    | 配信時間                     | 配信サイト                                                             |
| ------------- | ---------------------------- | ---------------------------------------------------------------------- |
| 2023年10月1日 | 日曜 23:00 更新              | dアニメストア                                                          |
| 2023年10月6日 | 金曜 23:00 更新              | niconico hulu U-NEXT Amazon Prime Video FOD DMM TV クランクイン!ビデオ |
|               | 金曜 23:00以降 更新          | Lemino TELASA milplus アニメ放題 music.jp ビデオマーケット HAPPY!動画  |
| 2023年10月7日 | 土曜 0:00 更新（金曜深夜）   | J:COM STREAM                                                           |
|               | 土曜 3:40 - 4:10（金曜深夜） | ABEMA                                                                  |

| 配信開始日    | 配信地域             | 配信サイト                     | 出典    |
| ------------- | -------------------- | ------------------------------ | ------- |
| 2023年10月1日 | アジア以外           | Crunchyroll                    | [ 224 ] |
|               | 南アジア・東南アジア | メディアリンク（Ani-One Asia） | [ 225 ] |

## BD / DVD
| 巻 | 発売日         | 収録話         | 規格品番  | 規格品番   |
| 巻 | 発売日         | 収録話         | BD        | DVD        |
| -- | -------------- | -------------- | --------- | ---------- |
| 1  | 2023年12月22日 | 第1話 - 第4話  | KAXA-8731 | KABA-11471 |
| 2  | 2024年1月24日  | 第5話 - 第8話  | KAXA-8732 | KABA-11472 |
| 3  | 2024年2月28日  | 第9話 - 第12話 | KAXA-8733 | KABA-11473 |

## ミニアニメ
『おーばーていく!えくすとら』
YouTube『KADOKAWAanime』で2023年10月3日から配信されているミニアニメ。全13話（配信された全12話と特別編のRd.13）。
第2話以降、特別出演として日向（声 - 叶）が登場する。
- 脚本 - 関根アユミ
- 制作 - AQUASTAR.Inc

## 配信番組
『トロイカYouTube生放送 ～「オーバーテイク！」振り返りトークスペシャル』のタイトルで、2023年10月8日から、YouTubeのTROYCA CHANNELにて、基本的に毎週日曜21時00分にTROYCA本社から生配信が行われていた。全12回。
パーソナリティは古屋亜南（浅雛悠役）とあおきえい（監督）。前週に放送された各話の解説を主題としており、アニメ本編を制作するにあたって作成した資料や、演出意図などを明かしつつ、制作時のエピソードを交えて番組は進められる。開始が21時で、AT-Xによるアニメ本編の最速放送が始まる22時までに終わるため、放送時間は基本的に1時間となる。視聴者の呼称は「子猫ちゃん」。
ほとんどの回で、シリーズ構成・脚本の関根アユミ、スーパーバイザーの高山カツヒコ、（ゲスト回以外の）長野敏之がコメントで参加してフォローを入れている。
ゲスト
- 第1回 - 長野敏之（制作プロデューサー）
- 第4回 - 小西克幸（眞賀孝哉役）、長野敏之
- 第5回 - 長野敏之
- 第6回 - 津田涼介（ビジュアルエフェクト）、加藤友宜（撮影監督）
- 第9回 - 長野敏之
- 第10回 - 服部尚貴（GTアソシエイション・FIA-F4レースディレクター）、笠原直徒（3D制作）
- 第12回 - 高山カツヒコ（スーパーバイザー）、長野敏之、加藤友宜

## 主な協力組織

### 企画協力
- GTアソシエイション（GTA）

FIA-F4選手権を主催している団体。メインレースのSUPER GTの主催団体でもある。
- 鬼頭モータース

小牧モータースの社屋のモデルとなった、実在する自動車販売・修理店。
- グッドスマイルレーシング

フィギュアメーカー、グッドスマイルカンパニーが運営するレーシングチーム。本作の製作に参加している一社でもある。
本作の企画は、KADOKAWAの人物が同チーム関連でSUPER GTのレースを訪れたことが発端となっている。（→#企画の経緯）
- 大阪トヨペットグループ

FIA-F4選手権のスポンサー企業で、各車のカーナンバー下にある「OTG」（Osaka Toyopet Group）は同社のレース活動であるOTGモータースポーツのロゴマーク。
ロケハン時に、F4車両の走行音や形状の取材に協力を行っている。

### 設定協力
- 国際自動車連盟（FIA）

F1を含めた世界のモータースポーツカテゴリーを統括する国際組織。
本作は「FIA-F4選手権」を舞台にするにあたり、「FIA」の名称を使用することの許諾を受けている。
サプライヤー:
- 童夢

FIA-F4選手権の全チームに車体を供給している。
本作に登場するF4車両の3D CGは、同社による監修とフィードバックを受けながら制作が進められている。（→#車両の再現）
- トムス

FIA-F4選手権の全チームにエンジンを供給している。
- 住友ゴム工業

「ダンロップ」ブランドで知られる。FIA-F4選手権の全チームにダンロップタイヤを供給している。
- Arai

ヘルメット製造メーカー。同社製ヘルメットをFIA-F4選手権に参戦するドライバーの多くが使用しており、本作でも悠、早月、徳丸はアライヘルメットを使用している。
- ブリッド

FIA-F4選手権にレーシングシートを設計・製造し、全チームに供給している。
- エンドレスアドバンス・芝ライニングジャパン・PFCジャパン・制動屋

FIA-F4選手権にブレーキパッドの設計・製造をし、複数のチームにそれぞれ供給している。
FIA-F4選手権で、チームは、この4社を含む7社のいずれかから使用するブレーキパッドを選択している。それらのメーカーはリアウィングにロゴマークの表示があることから、本作でも、登場している全20チームについて、どのチームがどのブレーキパッドを使っているのか設定されている（→#チームの設定）。
自動車メーカー:
SUPER GTのGT500クラスに参戦している3メーカー全てが協力しており、作品中に各社のGT500車両の3D CGモデルが登場する。 
- トヨタ自動車
- 本田技研工業・ホンダ・レーシング（HRC）
- 日産自動車・日産モータースポーツカスタマイズ

その他:
- Re:CREATORS

『Re:CREATORS』の製作委員会。同作は、本作と同じ、TROYCA制作、あおきえい監督によるテレビアニメ作品（2017年）。
本作に登場するチームのスポンサーロゴのいくつかは『Re:CREATORS』から流用しており、それらは同作の製作委員会から許諾を得て使用しているため、「設定協力」に名前が載っている。
- Project AZ（第4話）

『アルドノア・ゼロ』の製作委員会。同作は、本作と同じ、TROYCA制作、あおきえい監督によるテレビアニメ作品（2014年）で、TROYCAの第1作目にあたる。
第4話で早月が着ていた制服は『アルドノア・ゼロ』に登場する架空の学校「新芦原高校」の制服であり、同作の製作委員会から許諾を得て使用していることから、「設定協力」に名前が載っている。

### 取材協力
サーキット:
- 富士スピードウェイ
- ホンダモビリティランド - 鈴鹿サーキット（三重県）とモビリティリゾートもてぎ（栃木県）の2サーキットなどを運営している会社。
- スポーツランドSUGO

地方自治体:
- 御殿場市 魅力発信課

設定上、小牧モータースは御殿場市に所在。協力体制が構築される以前から、市内各所でロケハンが行われた。TROYCA側が協力を求めたところ、とんとん拍子で話が進んだ。
御殿場市は一部のテレビ放送でCMスポンサーも務めているが、元々、そうした協賛ありきで協力したわけではない。
- 小山町 地域振興課・観光交流課

富士スピードウェイが所在する自治体。御殿場市と隣接しており、第5話のマラソン大会の主催者としても名前が出ている。
- 大船渡市（第9話）

第9話のためのロケハンで協力を受けている。
その他:
- 御殿場西高等学校

御殿場市に所在する高校で、悠、錮太郎、亜梨子が通う高校のモデル。その縁で同校でも第1話の先行上映会が催され、主演の古屋、監督のあおきは講演を行った。